# Forêt d'Ermenonville
La forêt d'Ermenonville est une forêt majoritairement domaniale des Hauts-de-France, située dans le département de l'Oise, proche de Senlis. Elle constitue avec les massifs forestiers de Chantilly et d'Halatte, le massif des Trois Forêts.
La forêt domaniale (3 319 hectares) est le centre d'un massif plus grand, constitué de nombreux bois privés dont les forêts de Chaalis et le bois de Morrière, qui couvre une surface totale d'environ 6 500 ha. La forêt d'Ermenonville comprend le massif annexe des bois de Montlognon et de Perthe, la ligne de séparation étant la N 330: la forêt d'Ermenonville proprement dite se situe à l'ouest de cette route, tandis que le massif annexe se situe à l'est. Le secteur nord du massif annexe s'appelle le bois de Montlognon, et le secteur sud est le bois de Perthe. L'est du bois de Montlognon consiste en bois privés.

## Géographie

### Localisation
La forêt d'Ermenonville est située au nord du Bassin parisien, la Baraque Chaalis étant située à une quarantaine de kilomètres de Paris. Elle appartient à la région forestière Valois et Vieille France, telle que définie par l'Inventaire forestier national, ainsi qu'à la sylvoécorégion (SER) toujours définie par l'IFN du « Bassin parisien tertiaire ».
Elle s'étend au nord jusqu'à la vallée de la Nonette, à l'ouest jusqu'à la Forêt de Chantilly (dont elle est séparée par l'autoroute du Nord), au sud jusqu'à la vallée de la Thève, le parc de Vallière à Mortefontaine et le village d'Ermenonville et à l'est jusqu'au plateau du Valois. La forêt domaniale couvre huit communes sur 3 319 hectares : Mont-L'Évêque, Borest, Fontaine-Chaalis, Montlognon, Baron, Ermenonville, Ver-sur-Launette, Mortefontaine. Elle est constituée d'une partie centrale, à l'ouest de la N 330, et de deux autres bois périphériques à l'est de cet axe de communication : les bois de Perthe au sud et de Montlognon au nord.
Un certain nombre de bois de grande taille prolongent la forêt domaniale formant ainsi un massif d'environ 6 500 ha. La forêt de Chaalis, située au milieu de la forêt domaniale appartient au domaine de l'abbaye de Chaalis, propriété de l'Institut de France (600 hectares). On peut distinguer par ailleurs des bois privés situés au nord-est et surtout au sud-ouest de la forêt, dont le plus grand est le domaine de Vallière (1 500 hectares), puis le bois de Morrière, au centre duquel se trouve le Parc Astérix et enfin les bois de Nerval et de Saint-Laurent un peu plus au sud, en limite du département voisin de Seine-et-Marne,.

### Topographie et géologie
La forêt occupe un territoire vallonné, variant entre 70 et 120 m d'altitude. Elle atteint au maximum 123 m au carrefour d'Ermenonville, à peu près au centre de la forêt. Les rares étangs et rivières sont peu encaissés atteignant les 70 m sur les bords de la Launette par exemple.
Le sol de la forêt est presque exclusivement couvert de sables, avec quelques couches de grès et calcaires. Il s'agit principalement de sables de Beauchamp, mais aussi d'Auvers et de Mortefontaine, principalement au sud du massif. Certaines parties du plateau sont recouvertes de limons d'origine éolienne ou lœss. Les grès forment par endroits des tables modelées par l'érosion, voire des chaos rocheux à l'image de ceux que l'on peut trouver en forêt de Fontainebleau. Certains possèdent d'ailleurs des noms : la Pierre Sorcière (dans le bois de Perthe, parcelle 245), les Bruyères de Frais Vent (dans le bois de Montlognon, parcelles 51-52) et les Grès Sainte-Marguerite (parcelle 166),.

### Hydrographie
Du fait du substrat sableux de la forêt, peu de cours d'eau la traversent. Le principal reste la Launette, affluent de la Nonette qui se jette elle-même dans l'Oise. En traversant la forêt, elle sépare, par sa vallée, les bois de Montlognon et de Perthe du reste de la forêt. Son cours a été considérablement transformé à l'endroit du massif : des étangs ont été aménagés à la hauteur du parc d'Ermenonville ainsi qu'au niveau de l'abbaye de Chaalis. D'autres étangs sont présents dans le domaine de Vallière à Mortefontaine, qui ont inspiré le peintre Camille Corot : les étangs de l'Épine, de la Ramée et de Vallière, qui appartiennent au bassin versant de la Thève.

## Voies de communication et transports

### Routes
La forêt d'Ermenonville proprement dite est délimitée par l'autoroute A 1 à l'ouest, avec un échangeur à Senlis, et par la N 330 à l'est. Cette dernière dessert notamment Ermenonville (qui a bénéficié d'un contournement), l'abbaye de Chaalis et la Mer de Sable. Deux routes départementales traversent la forêt. La D 126 est orientée dans un sens nord-ouest - sud-est, passant par le centre de la forêt et croisant la N 330 non loin de l'abbaye de Chaalis. La D 922 traverse le secteur sud de la forêt dans un sens ouest - est, reliant l'ancienne N 17 à la N 330 en passant par Survilliers, Plailly et Mortefontaine. Une route forestière, la Route Longue, est encore partiellement ouverte à la circulation, afin de desservir le parking de la Baraque-Chaalis depuis la D 126 et le poteau de la Croix d'Anleu au départ de Senlis. Quant aux massifs annexes des bois de Perthes et de Montlognon, ils ont la particularité de n'être traversés par aucune route ouverte à la circulation.

### Voies ferrées
Aucune ligne de chemin de fer ne concerne la forêt d'Ermenonville, hormis la LGV Nord qui passe non loin de la forêt de Perthe. La gare du Plessis-Belleville est située à cinq kilomètres d'Ermenonville seulement, mais aucun chemin parcourable à pied ne permet de rejoindre la commune depuis cette gare.

### Transports en commun
Plusieurs lignes d'autocars desservent des localités en périphérie de la forêt d'Ermenonville. Deux villes sont desservies tous les jours : Senlis par la ligne 645 du réseau interurbain de l'Oise au départ de la gare de Chantilly et Othis-Beaupré par la ligne 2101 du Réseau de bus Roissy Est depuis la gare Roissy-CDG 1 (gare routière Roissypôle). Du lundi au vendredi, le hameau de Beaumarchais est également desservi par cette dernière ligne, plus proche d'Ermenonville; en outre, une correspondance est établie en gare de Louvres.
Deux autres communes ne sont desservies que du lundi au vendredi, hors jours fériés : Plailly par la ligne R2 du réseau de bus Roissy Ouest depuis la gare RER de Survilliers-Fosses, et Pontarmé par la ligne 13 du réseau départemental de l'Oise au départ de la gare d'Orry-la-Ville - Coye et de Senlis. Thiers-sur-Thève, encore plus proche de la forêt d'Ermenonville, n'est desservie que les mardis et vendredis matin.
Une seule ligne dessert les communes en bordure immédiate de la forêt, Montagny-Sainte-Félicité, Ermenonville avec l'abbaye de Chaalis et Montlognon. Il s'agit de la ligne 20 du réseau départemental de l'Oise, Senlis - Plessis-Belleville, fonctionnant du lundi au samedi. Mais la desserte est éparse; hormis des services périodiques les jours de marché, seulement deux courses sont exploitables pour le randonneur: le matin et l'après-midi depuis Plessis-Belleville (sans arrêt à la gare SNCF!) pour Senlis. Dans le sens inverse, aucun service avec desserte fine n'est assuré le matin, et le soir, la plupart des arrêts ne sont desservis que facultativement pour la descente.
Sur toutes ces lignes d'autocars, un tarif unique s'applique. Il est de 1 € sur le réseau de l'Oise, et sur les lignes franciliennes, la tarification Île-de-France s'y applique.

## Histoire

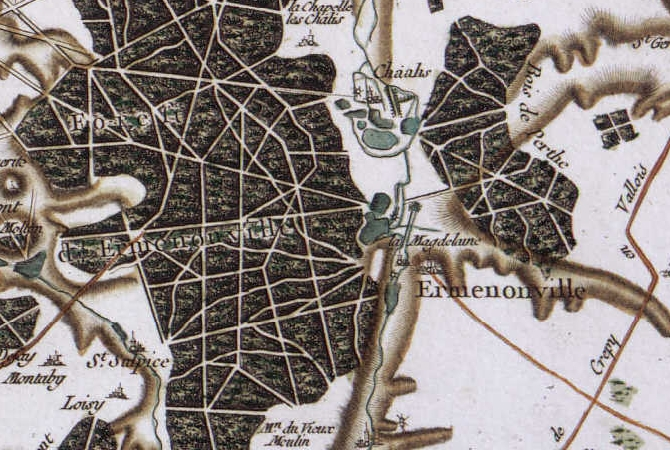
Carte de Cassini de la forêt

### Des bois ecclésiastiques sous l'Ancien Régime
Les plus anciennes mentions de forêt sur le territoire de l'actuel massif remontent à la fondation de l'abbaye de Chaalis en 1136. Le roi Louis VI le Gros donne en usage puis en pleine propriété des bois environnant le nouveau monastère. D'autres bois sont par la suite achetés ou sont donnés par plusieurs seigneurs locaux à l'abbaye au cours du XIIIe siècle au sud du massif actuel. En 1641, un inventaire attribue à Chaalis environ 3 000 arpents de bois (un peu moins de 1 500 ha). Ceux-ci sont alors en réalité essentiellement constitués de landes et de bosquets de médiocre qualité dont l'abbaye tire des revenus essentiellement des droits de pâturage. À la même époque, les autres principaux propriétaires étaient l'abbaye de la Victoire, fondée en 1225 dans la campagne de Senlis, qui possédait 200 arpents (100 ha) de bois entre Senlis et Chaalis, le prieuré de Borest dépendant de l'abbaye Sainte-Geneviève de Paris, qui possédait 280 arpents (130 ha) de bois et enfin l'évêque de Senlis qui possède 500 arpents (250 ha), autour de ses propriétés de sa résidence d'été à Mont-L'Évêque, toujours en 1641. Les autres seigneurs laïcs ne possèdent alors quasiment plus rien de ces bois. Ces seigneurs ecclésiastiques disposent librement de la gestion de leurs bois et ne dépendent en rien de la maîtrise de eaux et forêts de Senlis contrairement à la forêt de Chantilly et d'Halatte. Plusieurs rapports de cette maîtrise font pourtant mention du mauvais entretien de ces bois.
Au XVIIe siècle, la capitainerie royale des chasses d'Halatte et de Carnelle s'étend sur tous les bois de l'actuelle forêt d'Ermenonville. Au cours des donations royales aux différentes abbayes au Moyen Âge, les rois de France se sont toujours réservé les droits de chasse et particulièrement de grande vénerie. Les princes de Condé, titulaires de cette capitainerie à partir de 1674, y font aménager un réseau dense d'allées en étoile définies dans les lettres patentes des 25 janvier 1718 et du 30 novembre 1721.

### L'avènement d'une forêt domaniale

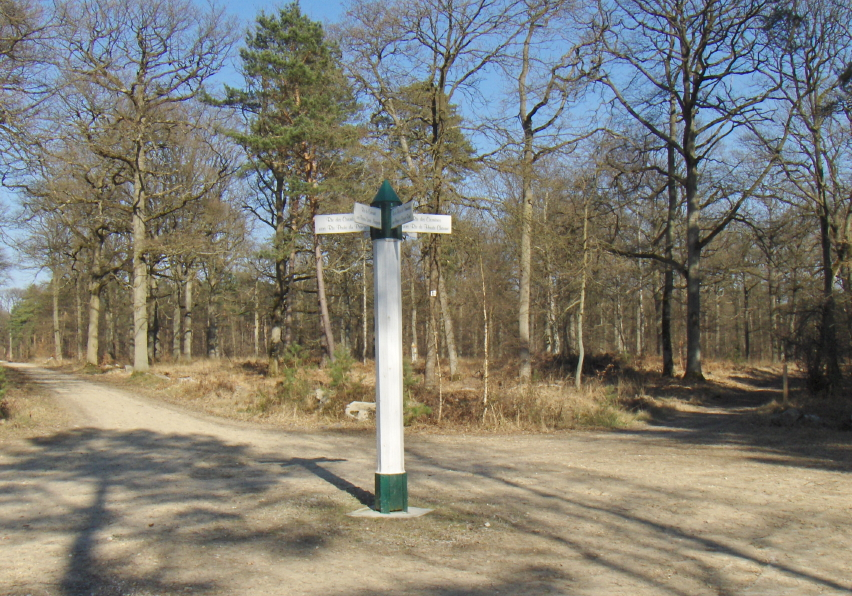
Carrefour du bosquet de Dammartin, au milieu de la forêt

L'ensemble des bois ecclésiastiques deviennent bien nationaux sous la Révolution. Ainsi réunis, ils constituent une forêt d'un seul tenant de 6 000 ha. Cependant, elle est de nouveau partagée sous l'Empire entre Joseph Bonaparte qui acquiert la partie sud à proximité de son domaine de Mortefontaine et le Maréchal Kellermann qui acquiert la partie est, près de son domaine du château de Fontaine-Chaalis. Une autre partie revient de nouveau aux seigneurs d'Ermenonville après la chute de l'Empire. Sous la Restauration, la partie restante obtient le statut de forêt domaniale. Jusqu'alors, le territoire de la forêt était composé de bois discontinus entourés de landes et de bruyères servant pour le pacage des troupeaux. En 1825, l'administration des eaux et forêts entreprend de planter ces vides. Deux essences de résineux adaptées au sol sableux sont choisies : le pin sylvestre et le pin maritime. Cependant, les pins maritimes disparaissent en grande partie du fait des gelées de l'hiver 1879-1880.
En juin 1940, la forêt connaît l'un des plus graves désastres de son histoire : 800 ha de bois partent en fumée durant un vaste incendie de forêt. D'autres dégâts sont causés à la même époque par une tornade au mois de mars précédent et par des prélèvements en grand nombre pour l'armée au cours de la Seconde Guerre mondiale.
Le 3 mars 1974, le vol 981 de la Turkish Airlines, assuré par un DC-10, s'écrase dans la forêt causant la mort de ses 346 passagers et membres d'équipage. Un monument commémoratif a été érigé en souvenir de cet accident aérien.

## Gestion de la forêt et sylviculture

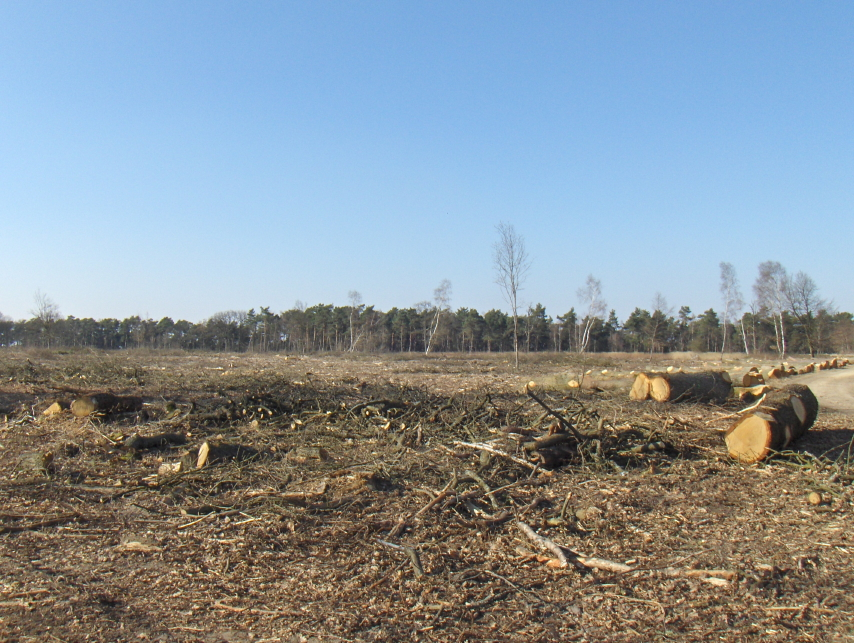
Parcelle 163, ayant fait l'objet d'une coupe rase

La forêt d'Ermenonville est gérée, pour la partie domaniale, par l'Office national des forêts et plus précisément par son unité territoriale des Trois Forêts basée à Chantilly. Il est chargé de mettre en œuvre l'actuel plan d'aménagement forestier valable pour la période 2000-2014.
La forêt domaniale est composée pour 1 412 ha de pin sylvestre à l'étage dominant soit 43 % de sa surface. Le chêne représente pour sa part presque la même surface avec 1 434 ha et le hêtre 105 ha soit seulement 3 % de la forêt et l'aulne sur seulement 4 ha. Pendant longtemps, le peuplement de la forêt était traité pour moitié en taillis sous futaie pour les feuillus et en futaie régulière pour les résineux. Depuis 1970, l'ONF a décidé de convertir la totalité de la forêt en futaie régulière. Six essences ont été définies comme prioritaires : le chêne rouvre, le pin sylvestre, le châtaignier, le pin laricio de Corse, le pin maritime et enfin l'aulne glutineux. Chaque année, la forêt domaniale produit 15 000 à 18 000 m3 de bois certifiés PEFC.
La forêt du domaine de Chaalis, propriété de l'Institut de France, est soumise au régime forestier et est gérée par l'ONF. Un plan d'aménagement a été établi pour une période de 2001 à 2020. On y trouve trois grands types de parcelles : des feuillus et des résineux traités en futaie irrégulière et des peupleraies. Cette forêt produit 1 500 m3 de bois chaque année. La gestion des autres bois privés est confiée en général à une coopérative de gestion ou à un expert forestier. Les résineux y sont en général traités en futaie régulière et les feuillus en futaie irrégulière.
Du fait des sols sableux et secs, des sous-bois de bruyère et des aiguilles de pin, la forêt d'Ermenonville est sujette à de fréquents incendies de forêt. Plusieurs mesures ont été prises de manière à limiter leur propagation. Les chemins forestiers sont aménagés de manière à être accessibles aux engins de secours et des pare-feu sont créés par l'élargissement des routes forestières, la plantation de chênes rouges d'Amérique en bordure de parcelles de résineux et les plantes de sous-bois qui contribuent à la propagation du feu sont éliminées.

## Patrimoine naturel

### Protections
La forêt bénéficie de plusieurs types de protection qui concernent les paysages du massif, ses milieux naturels et les espèces qui y vivent.
La forêt d'Ermenonville et la quasi-totalité des bois environnant constituent un site classé depuis le 28 août 1998. Réunis à la forêt de Pontarmé (partie est de la forêt de Chantilly), à la forêt de la Haute Pommeraie et à la butte Saint-Christophe en Forêt d'Halatte, ce site classé couvre une surface de 15 000 ha. Le domaine de Vallière constitue pour sa part un site classé à part entière depuis le  10 avril 1961 sur 330 ha.
Trois zones naturelles d'intérêt écologique, faunistique et floristique (ZNIEFF), couvrant le massif, permettent une bonne connaissance des richesses naturelles de la forêt :
- une ZNIEFF de type 1 appelée : « Massif forestier de Chantilly / Ermenonville », qui couvre aussi la forêt de Chantilly sur 19 communes de l'Oise, soit une surface totale de 11 048 ha. Cette ZNIEFF concerne la forêt domaniale mais aussi le domaine de Vallière et l'extrémité est du bois de Montlognon[23] ;
- une ZNIEFF de type 1 appelée « Bois de Morrière », qui couvre les bois privés situés au sud-ouest de la forêt domaniale sur 1 099 ha[24] ;
- une ZNIEFF de type 2 : « Site d'échanges interforestiers (passage de grands mammifères) de Retz à Ermenonville » (2 723 ha). Cette ZNIEFF ne couvre pas un terrain appartenant à la forêt proprement dite, mais une zone de transit d'animaux avec la forêt de Retz voisine à l'est[25].

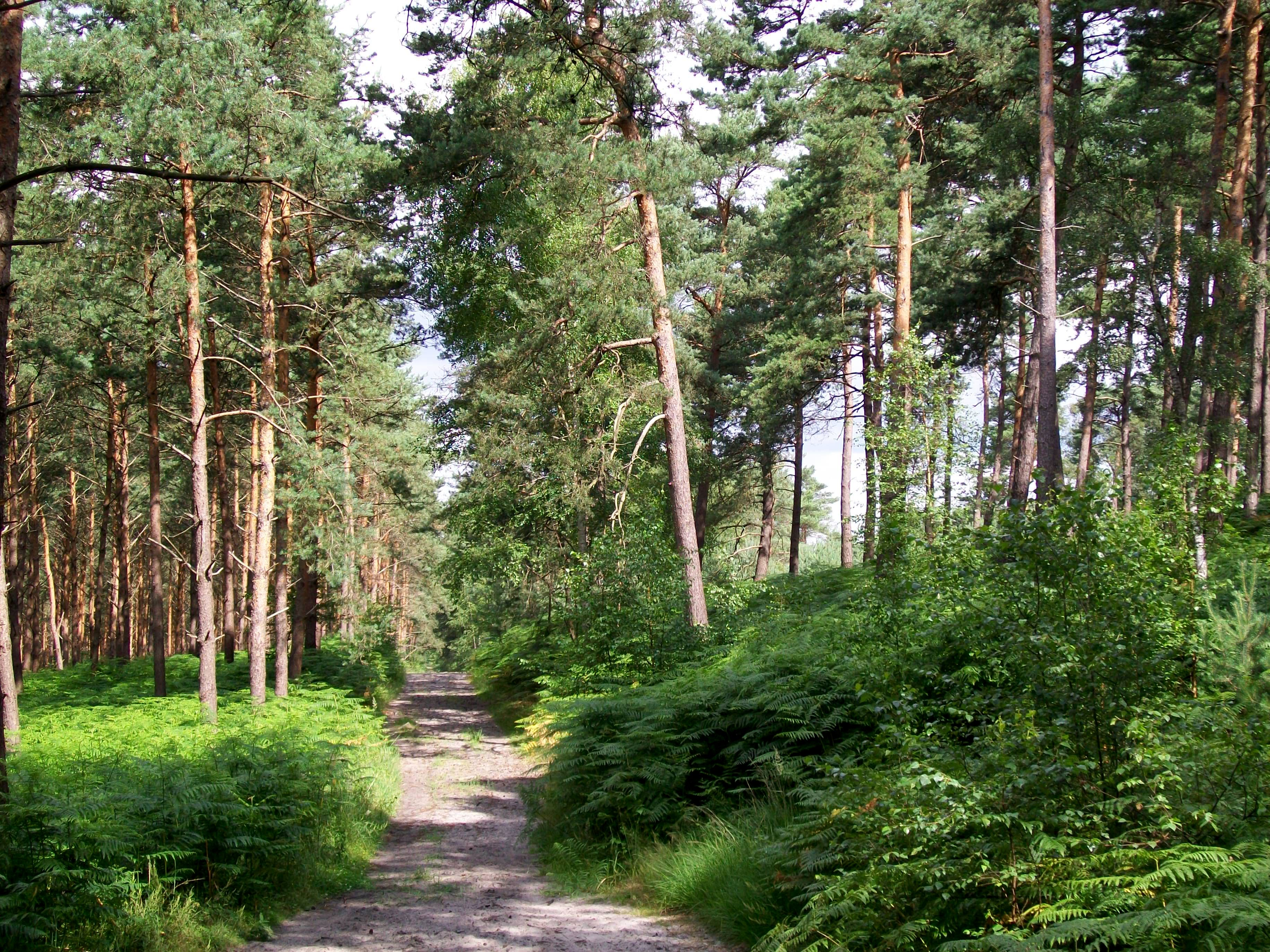
Pins sylvestres et fougères sont omniprésents dans le secteur central de la forêt domaniale. Ici, le GR 1 près du carrefour du Sycomore.
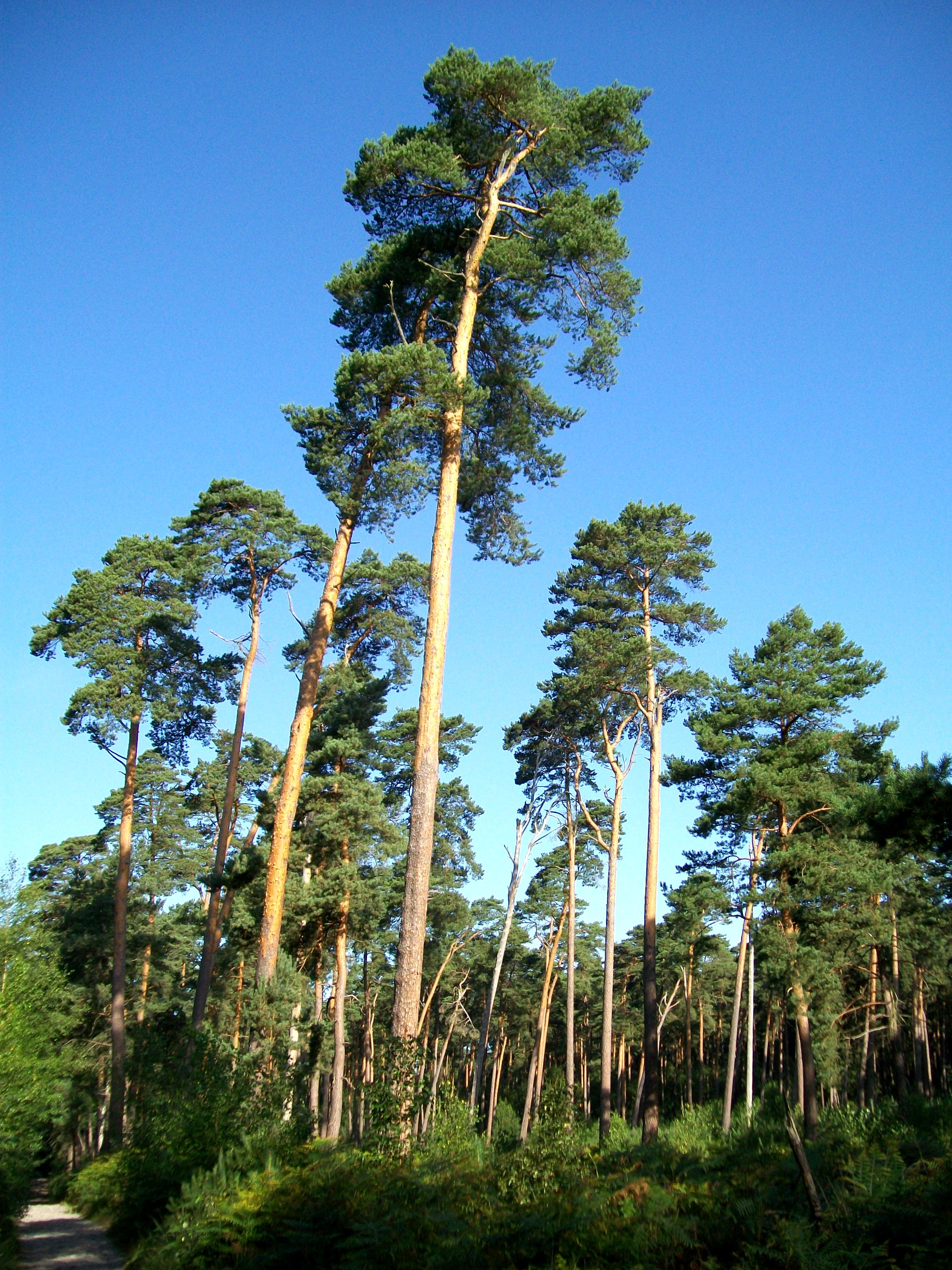
Futaie de pins sylvestres à l'extrémité ouest de la forêt domaniale.
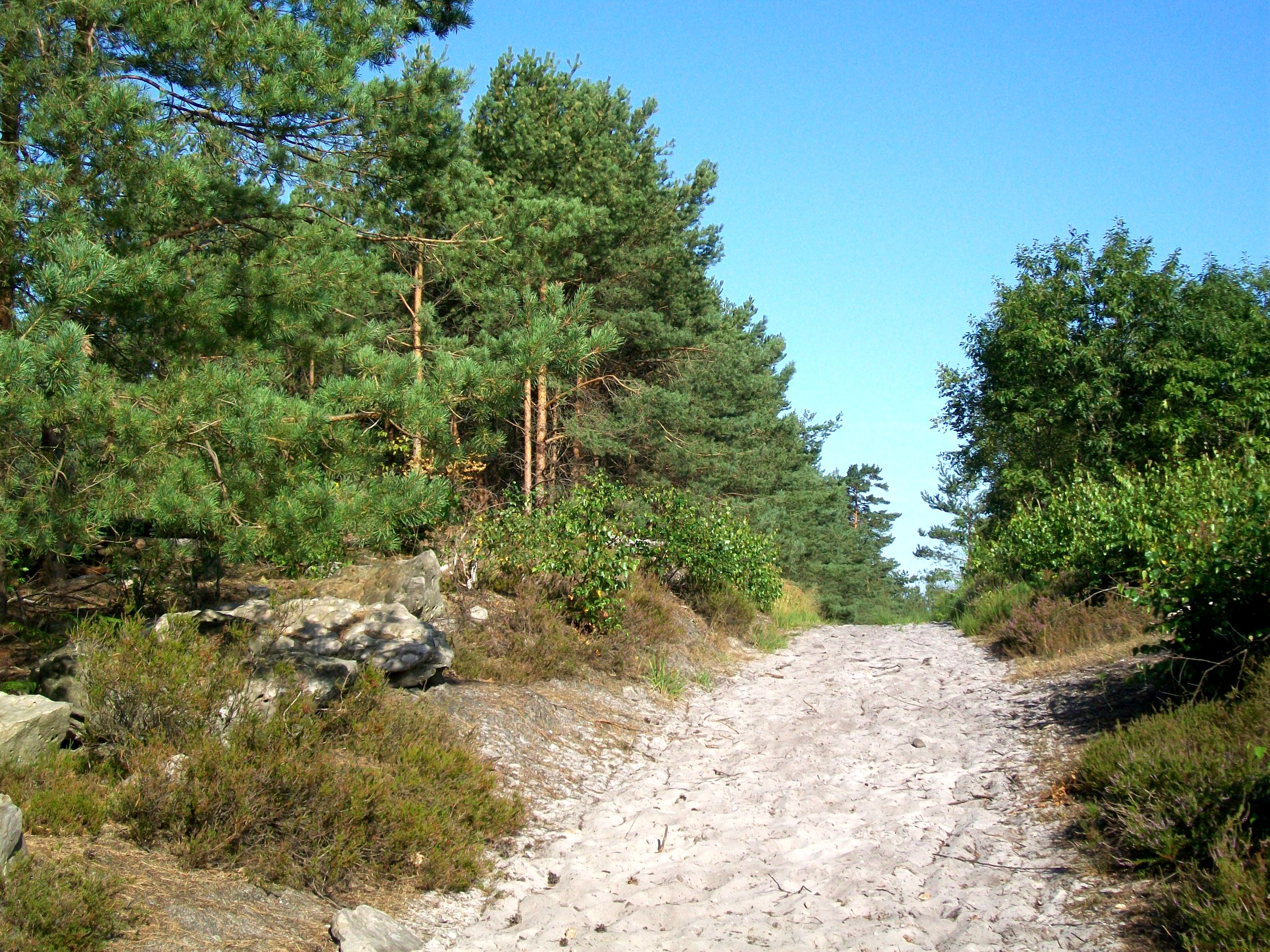
Située sur un relief peu accentué, la forêt d'Ermenonville est parsemée de buttes sur plusieurs secteurs, et la présence des sables contribue, tout comme la végétation, à une ambiance méditerranéenne.
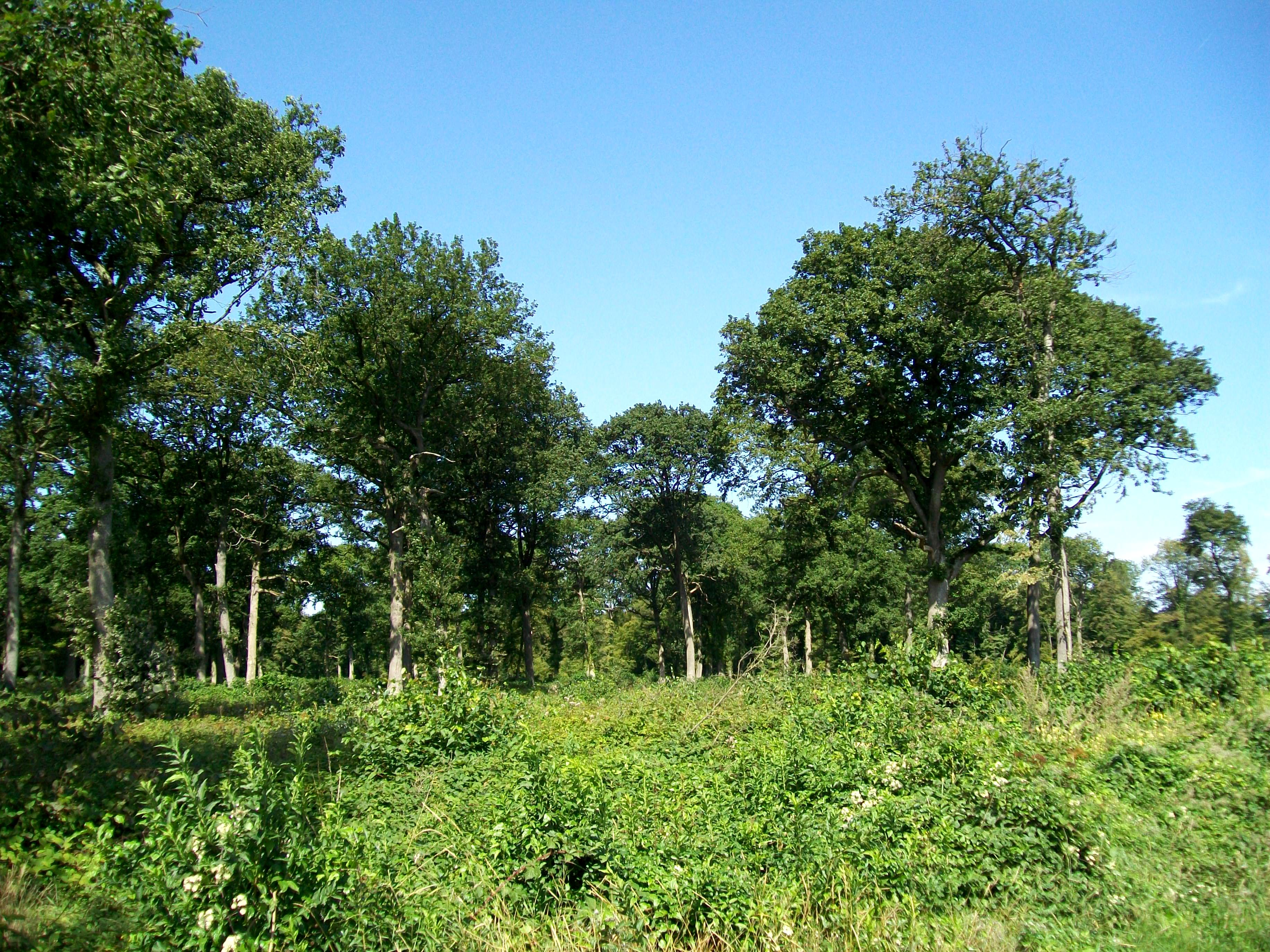
Dans le bois de Perthe, les feuillus sont beaucoup plus présents que dans le massif principal; ici, une futaie de chênes à l'est du bois, vers Montagny-Sainte-Félicité.
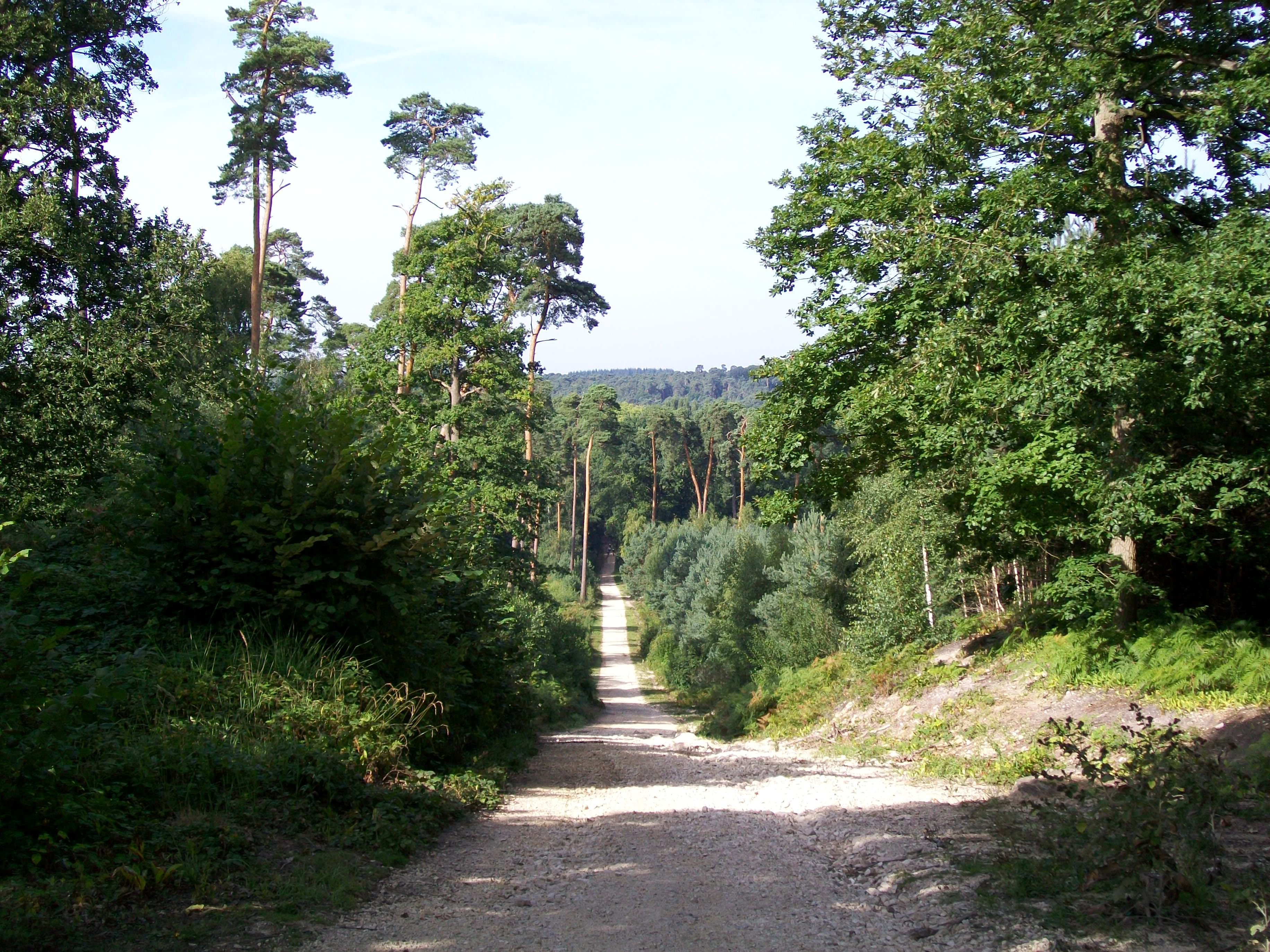
Le relief du bois de Perthe est beaucoup plus accentué que celui du secteur central de la forêt; route du Regard du poteau de Perthe au Désert.

Deux sites Natura 2000 concernent la forêt depuis avril 2006. À ces titres, elle doit faire l'objet de mesures de gestion qui permettent le maintien des espèces concernées et des habitats qu'elles occupent :
- une zone de protection spéciale (ZPS) « Forêts picardes : massif des trois forêts et bois du roi » couvre 13 615 ha et notamment la quasi-totalité de la forêt et des bois environnants. Cette zone concerne particulièrement la protection des oiseaux et plus spécifiquement 12 espèces recensées[27] ;
- une zone spéciale de conservation (ZSC) « Massifs forestiers d'Halatte, de Chantilly et d'Ermenonville » couvre une surface de 2 396 ha, dont seulement une petite partie sur la forêt d'Ermenonville : une zone en limite de la butte aux Gens d'Armes en forêt de Chantilly, la zone de la vallée de la Thève et des étangs de Vallière, une partie du bois de Morrière et une petite portion des bois de Perthe et de Montlognon. Elle concerne particulièrement la protection de 18 types d'habitats différents, d'une vingtaine d'espèces florales protégées et d'une soixantaine d'espèces florales menacées, ainsi que quatre espèces de faune[28].

L'ensemble des communes que couvre la forêt appartient au parc naturel régional Oise-Pays de France depuis sa création en 2004.

### Faune et flore
La forêt abrite de nombreux grands animaux : sangliers, cerfs et chevreuils ainsi que des piverts dans les bois de résineux.
Au XVIIIe siècle, les landes recouvraient environ 3 000 ha, soit presque la superficie de l'actuelle forêt domaniale. Environ 200 ha subsistent aujourd'hui, ce qui est toutefois largement plus que dans les massifs voisins des forêts de Chantilly et de Halatte. Depuis 2004, date de sa création, le Parc naturel régional Oise-Pays de France étudie ces landes en collaboration avec le Conservatoire d’espaces naturels de Picardie et en a dressé un inventaire, dans le but de les conserver voire restaurer. En effet, l'état de conservation était généralement médiocre. Comme ailleurs, les landes n'avaient cessé de diminuer après la fin du pâturage par les moutons, étant envahies par la végétation forestière. Sur le plan de la flore, les principales espèces menacées présentes sur ces espaces sont la Bruyère cendrée, le Genêt poilu et la Violette des chiens. Mais les landes constituent également un habitat pour plusieurs espèces animales rares, dont notamment l'Engoulevent d'Europe (petit oiseau nocturne migrateur qui nidifie dans ces étendues), le Lézard agile ou les criquets et sauterelles comme la Decticelle des bruyères.

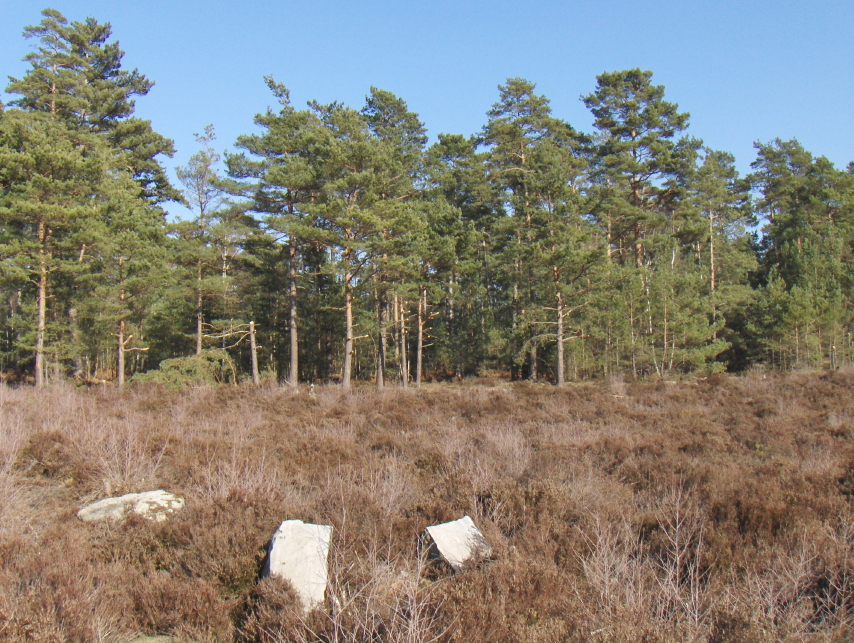
Landes et pins sylvestres en forêt domaniale, au nord du Poteau Ste-Marguerite, parcelle 162
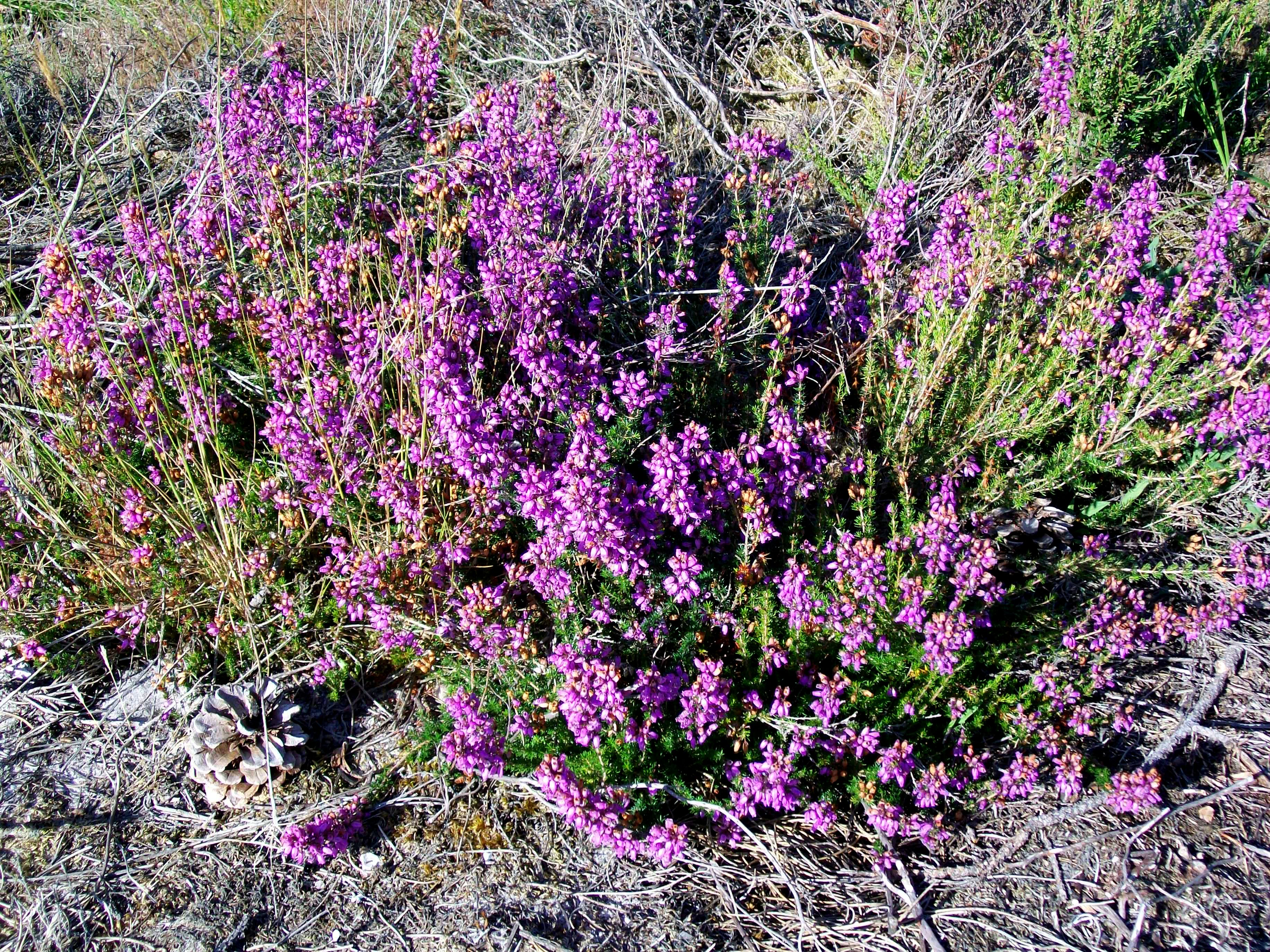
Bruyère cendrée, route de la Haute-Chaume, parcelle 130, zone en cours de restauration.
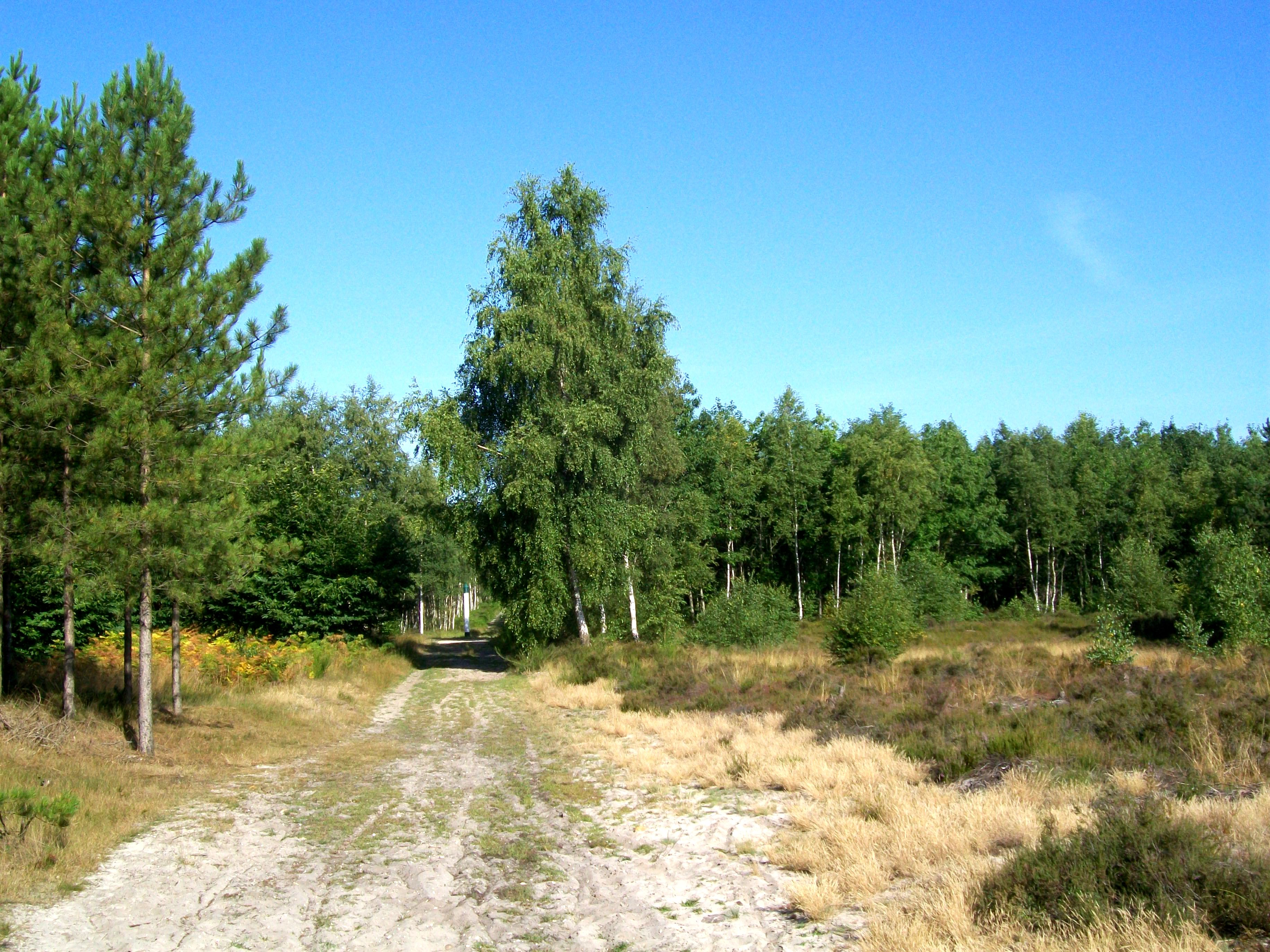
La route de la Haute-Chaume entre les parcelles 131 et 141; au fond, le poteau de la Haute-Chaume. C'est le principal secteur de landes en restauration.
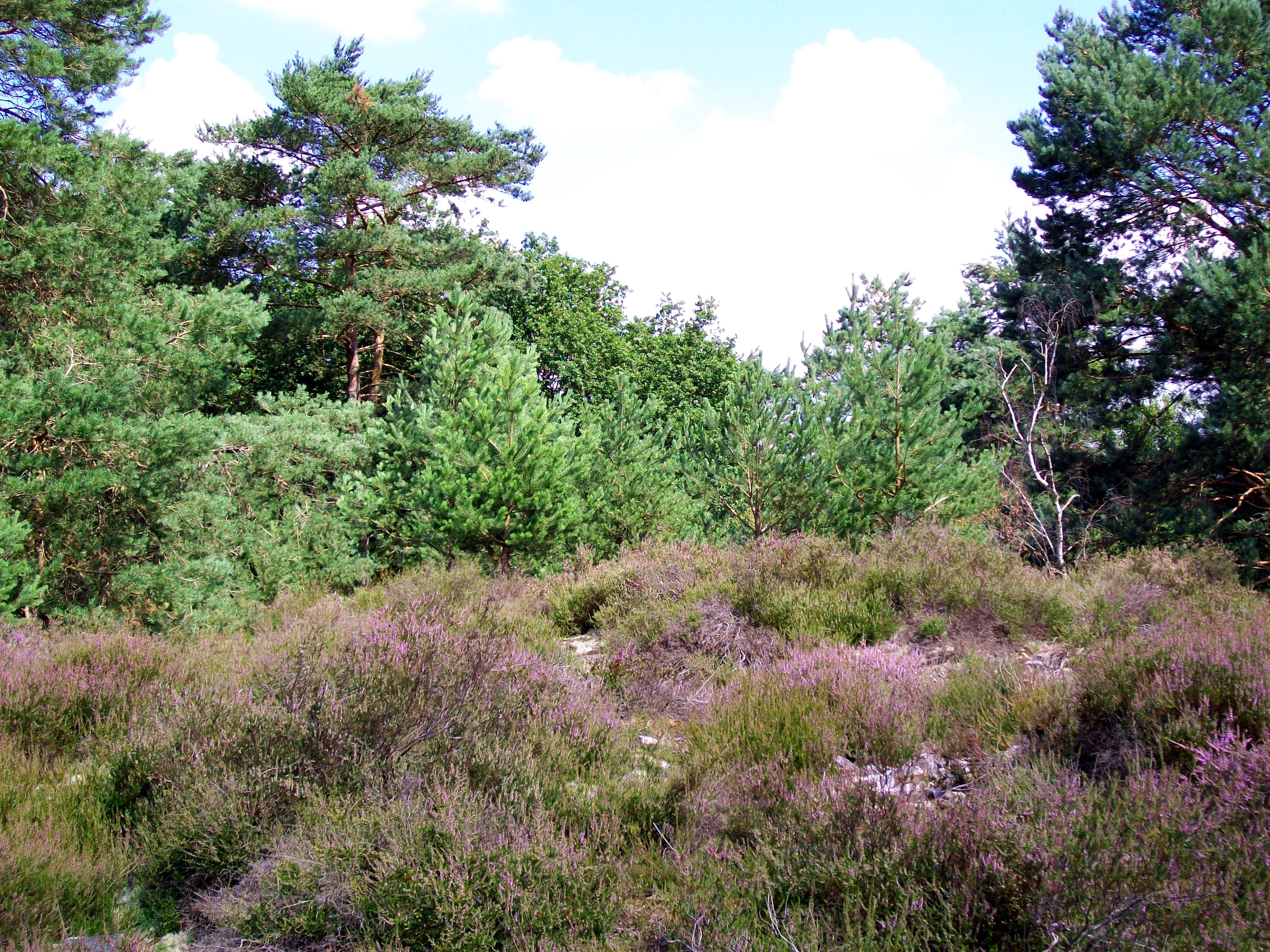
Landes dans le bois de Morrière, au site de la Pierre Monconseil, sur la commune de Plailly.

Pour la préservation des différentes espèces, il est primordial de relier leurs habitats dispersés par des corridors écologiques afin qu'ils puissent préserver l'ensemble de leur patrimoine génétique. Les chemins constituant naturellement des corridors d'échange entre les différentes zones de landes, le Parc et ces partenaires ont mis en œuvre une action expérimentale consistant en la plantation de landes et de bruyères callune le long de certains chemins, une première en France. En plus, les jeunes résineux et feuillus s'implantant sur les landes sont régulièrement arrachés par des bénévoles sous la coordination du Parc. De leur côté, les propriétaires des bois privés participent également à cet effort de préservation. À ce titre, le CERAM fait pâturer les landes situées sur son site d'essais automobiles par des moutons.
Les principales zones de landes dans la forêt d'Ermenonville sont:
- les Bruyères de Frais-Vent, dans le secteur nord du bois de Montlognon, propriété de l'Institut de France, parcelles 54 et 52;
- la Haute-Chaume (5 ha), dans la forêt domaniale, parcelles 131 et 141 de part et d'autre du chemin du même nom;
- le secteur à l'ouest de la N 330 au carrefour du Bosquet du Prince, dans la forêt domaniale également, parcelles 69, 70 et 110;
- la Pierre Monconseil, dans le bois privé de Morrière, au sud-est du parc Astérix;
- un autre secteur dans le bois privé de Morrière (inaccessible au public), au sud-ouest du parc Astérix;
- la Mer de Sable dans le parc d'attractions du même nom,
- la Butte du Maulois au centre du golf de Mortefontaine et des zones connexes au milieu des pistes d'essais du CERAM.

Deux autres zones de landes à proximité de la forêt d'Ermenonville ont été incluses dans le programme de préservation; il s'agit de la Butte aux Gens d'Armes dans la forêt de Pontarmé (faisant partie du massif forestier de Chantilly) et de la Garenne Maillard, bois privé à l'est de La Chapelle-en-Serval non loin du Château Mont-Royal.

## Lieux remarquables

### Arbres remarquables
- L'Ancêtre de Perthe : chêne situé dans le bois de Perthe, à l'est d'Ermenonville, 37 m de haut et âgé de 250 ans (après examen en 2002).
- Localisation GPS : 49° 08′ 15,6″ N, 2° 43′ 28,5″ E

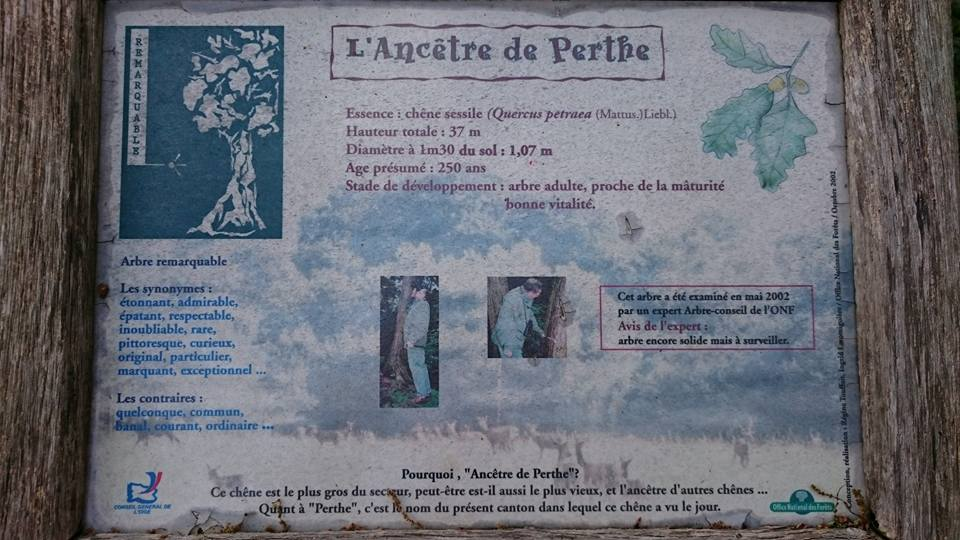
Ancêtre de Perthe, 8 mai 2016.
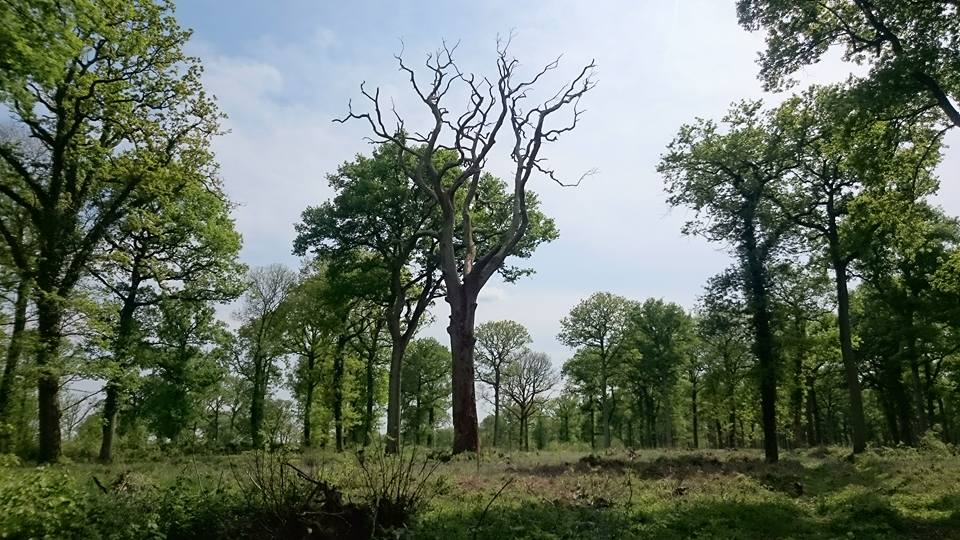
Ancêtre de Perthe, 8 mai 2016.
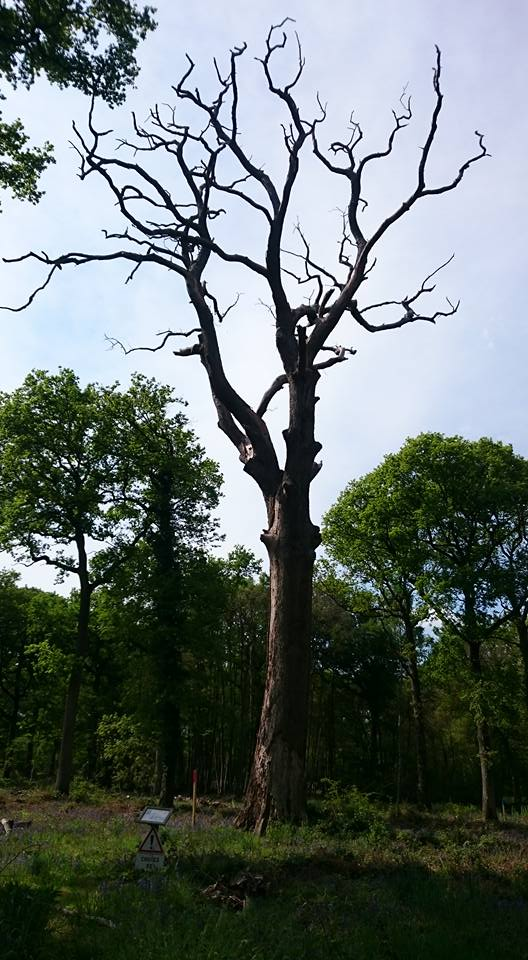
Ancêtre de Perthe, 8 mai 2016.

### Sites naturels particuliers

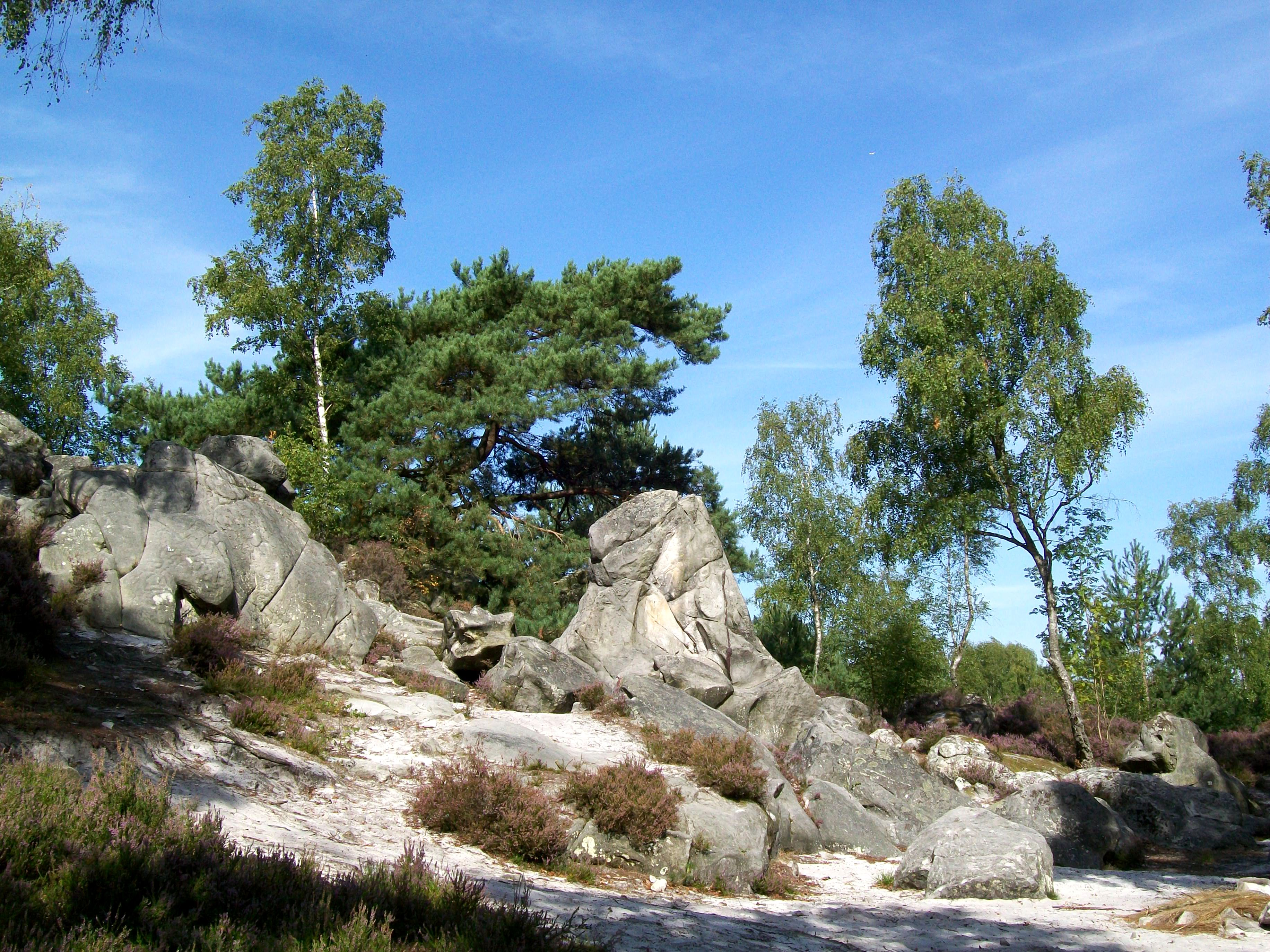
Les Bruyères de Frais-Vent dans le bois de Montlognon, ancien site d'extraction de blocs de grès, représentent la principale curiosité géologique du massif forestier d'Ermenonville.
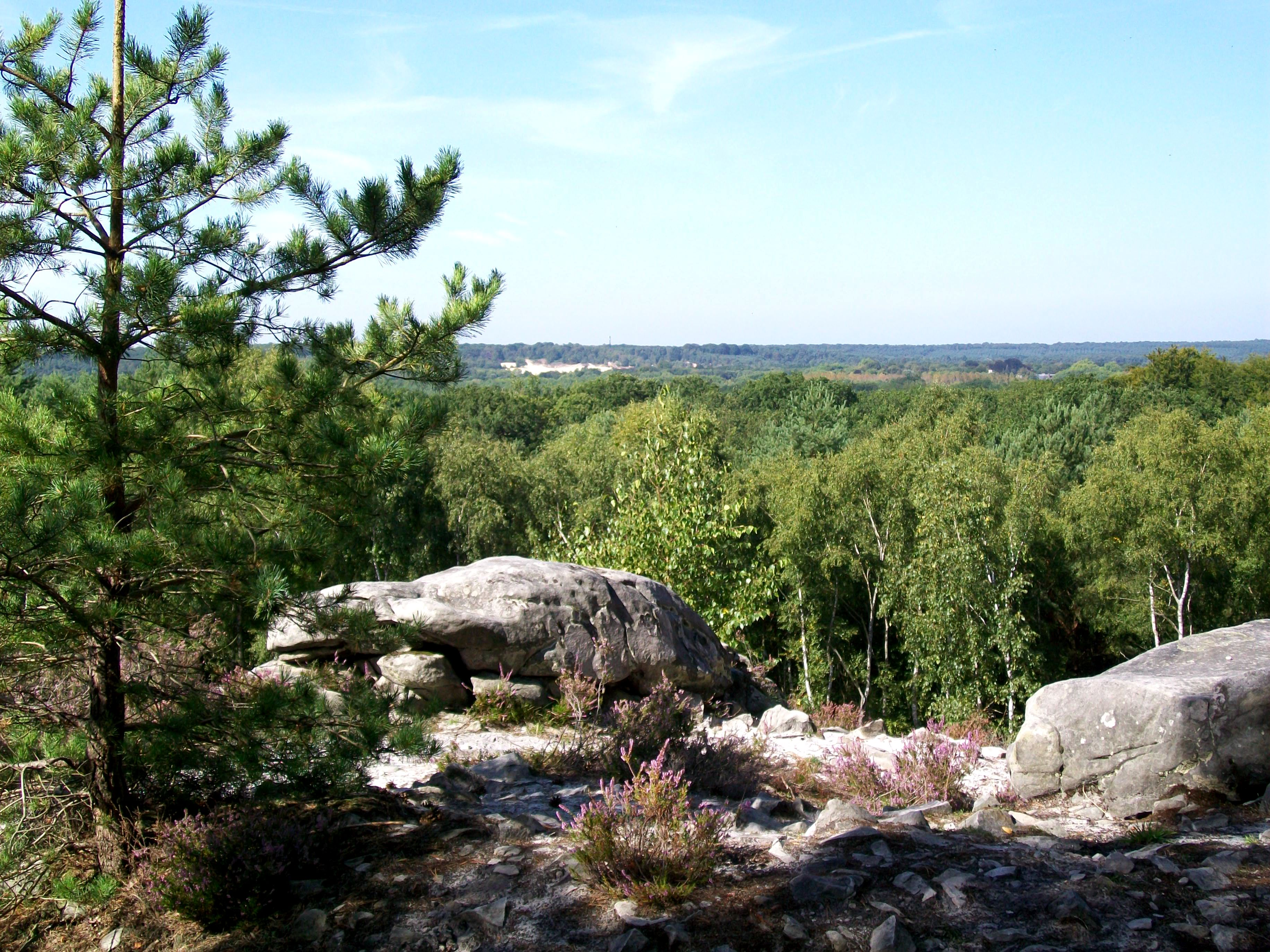
Vue sur la Mer de Sable depuis l'une des buttes du site des Bruyères de Frais-Vent.
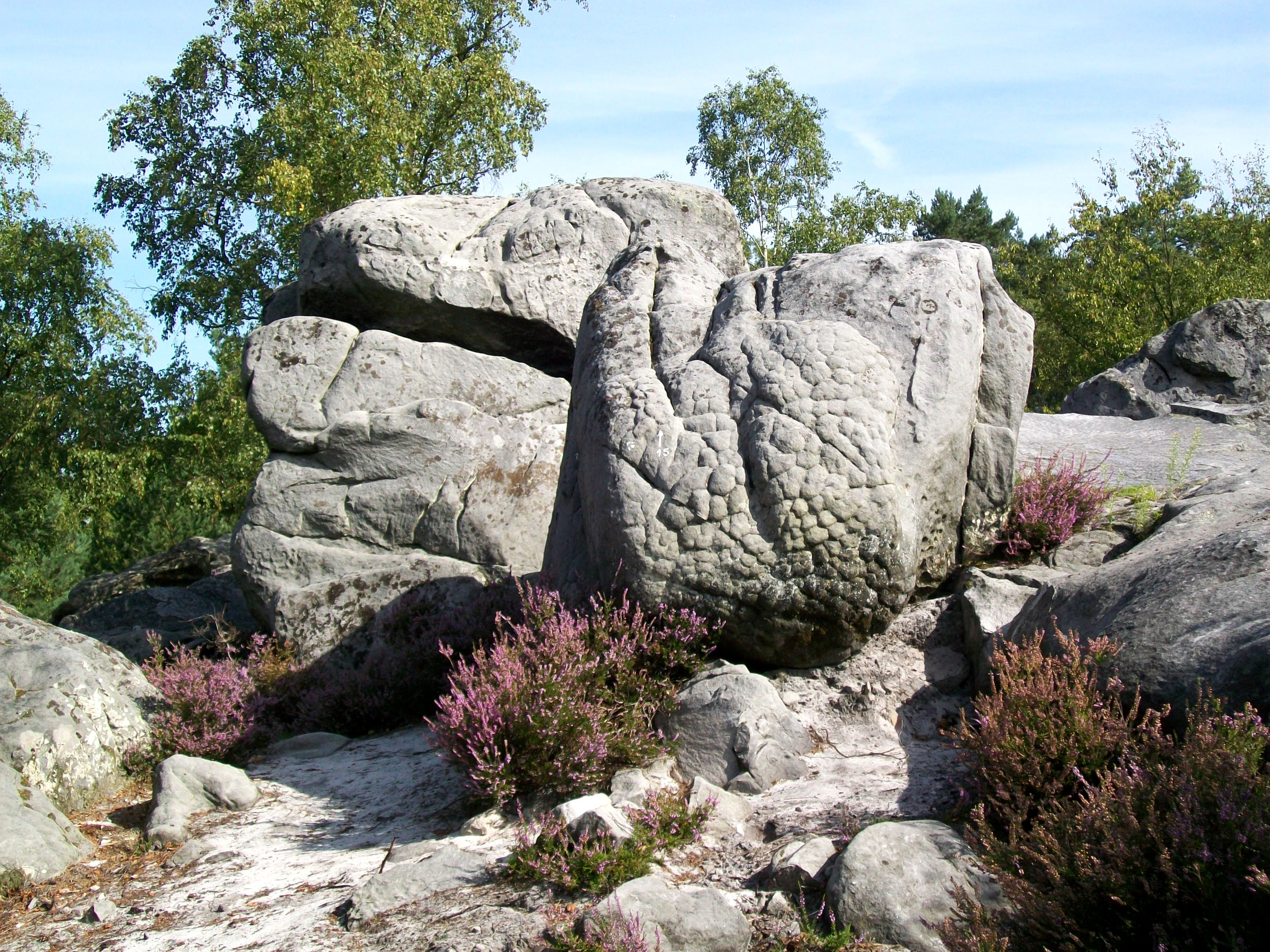
Malgré l'exploitation comme carrière au cours du XIXe siècle, on rencontre encore des blocs de grès façonnés curieusement par la nature.
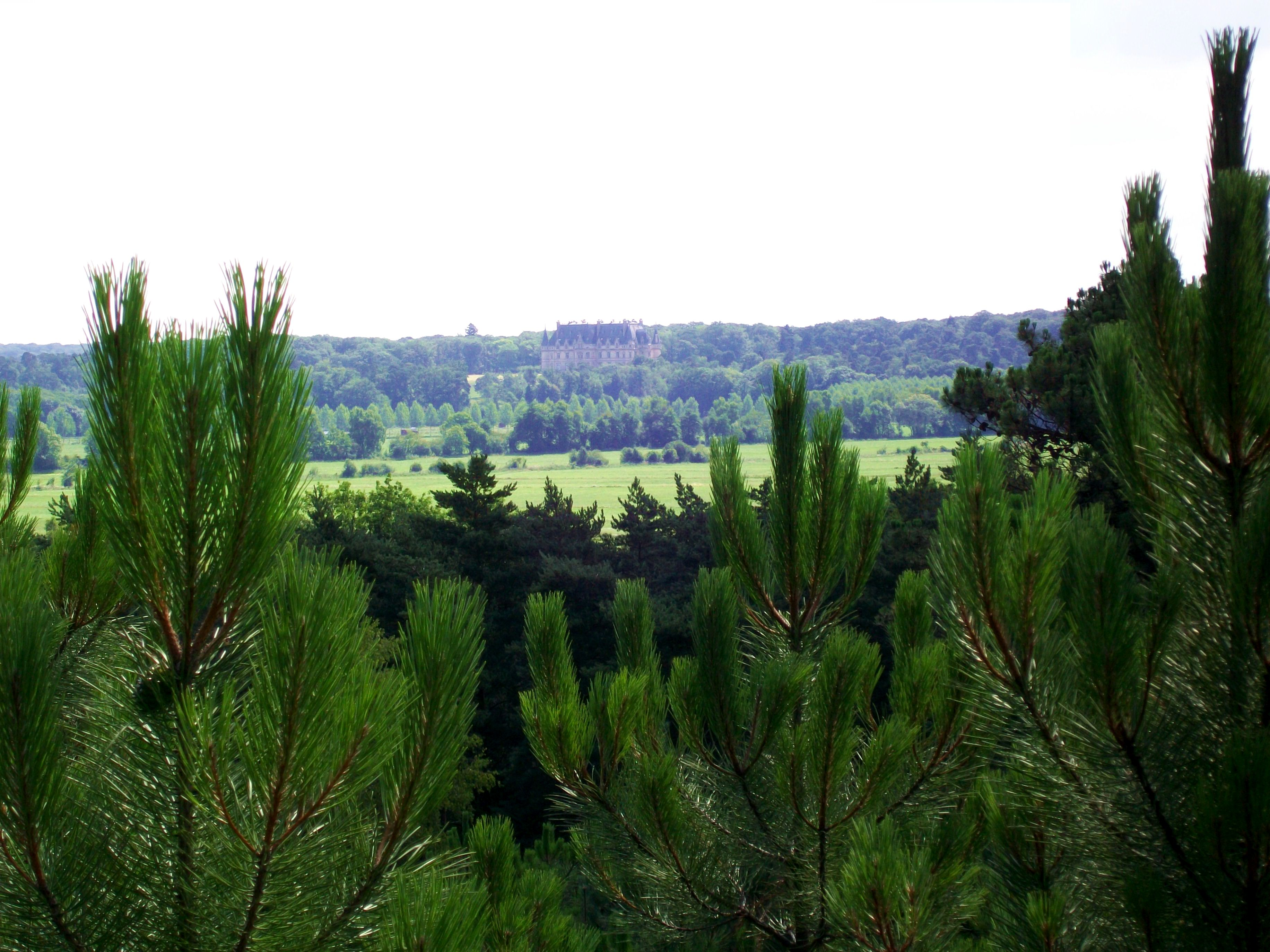
Vue sur le château de Vallière depuis le promontoire naturel de la Pierre Monconseil, au sud du parc Astérix qui apporte ses émissions sonores.

La forêt d'Ermenonville compte quatre zones principales de blocs de grès en ce qui concerne les zones accessibles au public.
- Le site des « Bruyères de Frais-Vent » est le plus impressionnant, situé dans le massif annexe du bois de Montlognon, sur les terres de l'Institut de France (domaine de Chaalis), parcelles 52 et 54. Plusieurs petites buttes couvertes de blocs de grès et de landes se mêlent à des étendues de sable, encadrées par des pins et des bruyères. On sait que le site a servi de carrière au XIXe siècle[30] et il est difficile à dire dans quelle mesure la nature ou l'être humain ont façonné le site tel qu'il se présente aujourd'hui.
- la « Pierre Monconseil » à la même caractéristique, il est situé dans le bois privé de Morrière, au nord de la commune de Plailly. Ici les blocs de grès sont généralement beaucoup plus petits et contrairement à ce que l'appellation laisse soupçonner, il n'y existe pas un rocher majeur de ce nom. Sur le plan floristique, la Pierre Monconseil est proche des Bruyères de Frais-Vent.
- Les « Grès Sainte-Marguerite » est une autre zone de blocs de grès, situé en bordure nord du domaine de Vallière, le nom venant de la chapelle Sainte-Marguerite se situant sur ce même domaine. Recouverts en bonne partie par la végétation, par les fougères et les aiguilles mortes des pins, ces petits rochers ne sont plus que partiellement visibles de nos jours. Ils se situent à l'ouest du poteau Sainte-Marguerite et sont visibles depuis le chemin du Frêne (parcelles 163 et 166, notamment).
- Finalement, la « Pierre Sorcière » et un impressionnant rocher est à signaler en bois de Perthe. Situé à l'extrémité nord-ouest de la parcelle 261, non loin du carrefour de la Basse-Corde. Si l'on prend le chemin de la Patte d'Oie, on n'apercevra qu'un plateau rocheux qui offre une vue sur la forêt d'Ermenonville et la Mer de Sable, entravée cependant par les arbres. Si l'on prend la route de Montagny, le rocher sera visible en haut de la côte, assez loin du chemin et en partie caché par les fougères.

La forêt d'Ermenonville compte en outre cinq étangs : Les trois étangs au sud de l'abbaye de Chaalis et les deux étangs du Désert (l'étang du Désert et l'étang des Crapauds). Les premiers ne sont ni accessibles ni vraiment visibles pour le public, mais les chemins les desservant étant en restauration en 2010, leur ouverture au public deviendra de nouveau possible. Les derniers sont visibles depuis la N 330, ils sont loués comme étangs de pêche au Comité central d'entreprise de l'aéroport Roissy-CDG. Le parc Jean-Jacques-Rousseau organise occasionnellement des visites guidées, car le Désert fut un site affectionné par Jean-Jacques Rousseau qui y avait aménagé une petite cabane.
D'autres étangs se situent au sein du domaine de Vallière. Un marais, le seul de la forêt, se situe entre les deux zones d'étangs, sur les parcelles 37 à 39.
La Mer de Sable est sans aucun doute le site naturel le plus connu de la forêt d'Ermenonville, mais il est intégré depuis 1963 dans le parc d'attractions du même nom et n'est accessible qu'aux visiteurs du parc, partiellement.

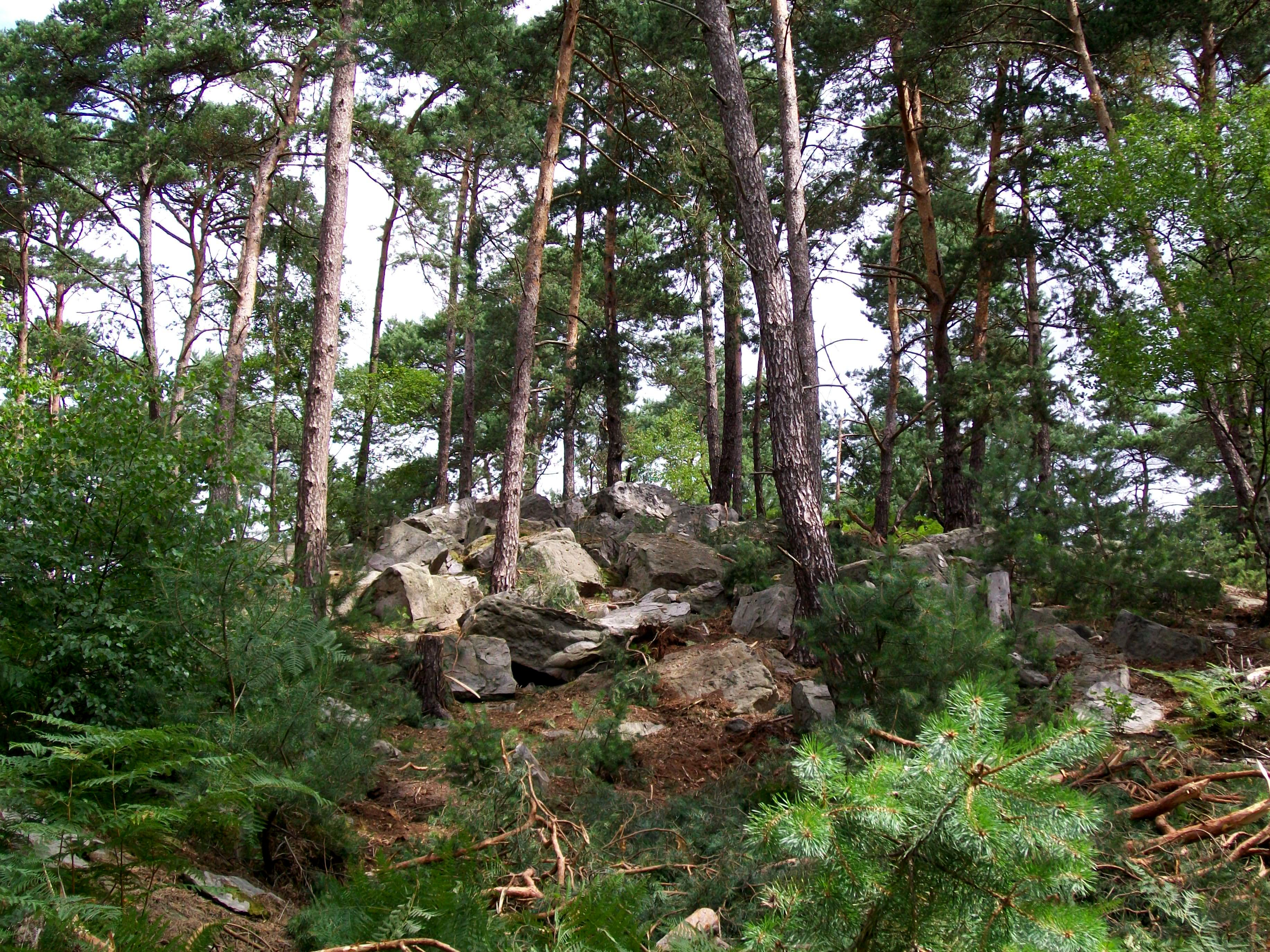
Les Grès Sainte-Marguerite, unique site de blocs de grès au centre de la forêt domaniale d'Ermenonville.
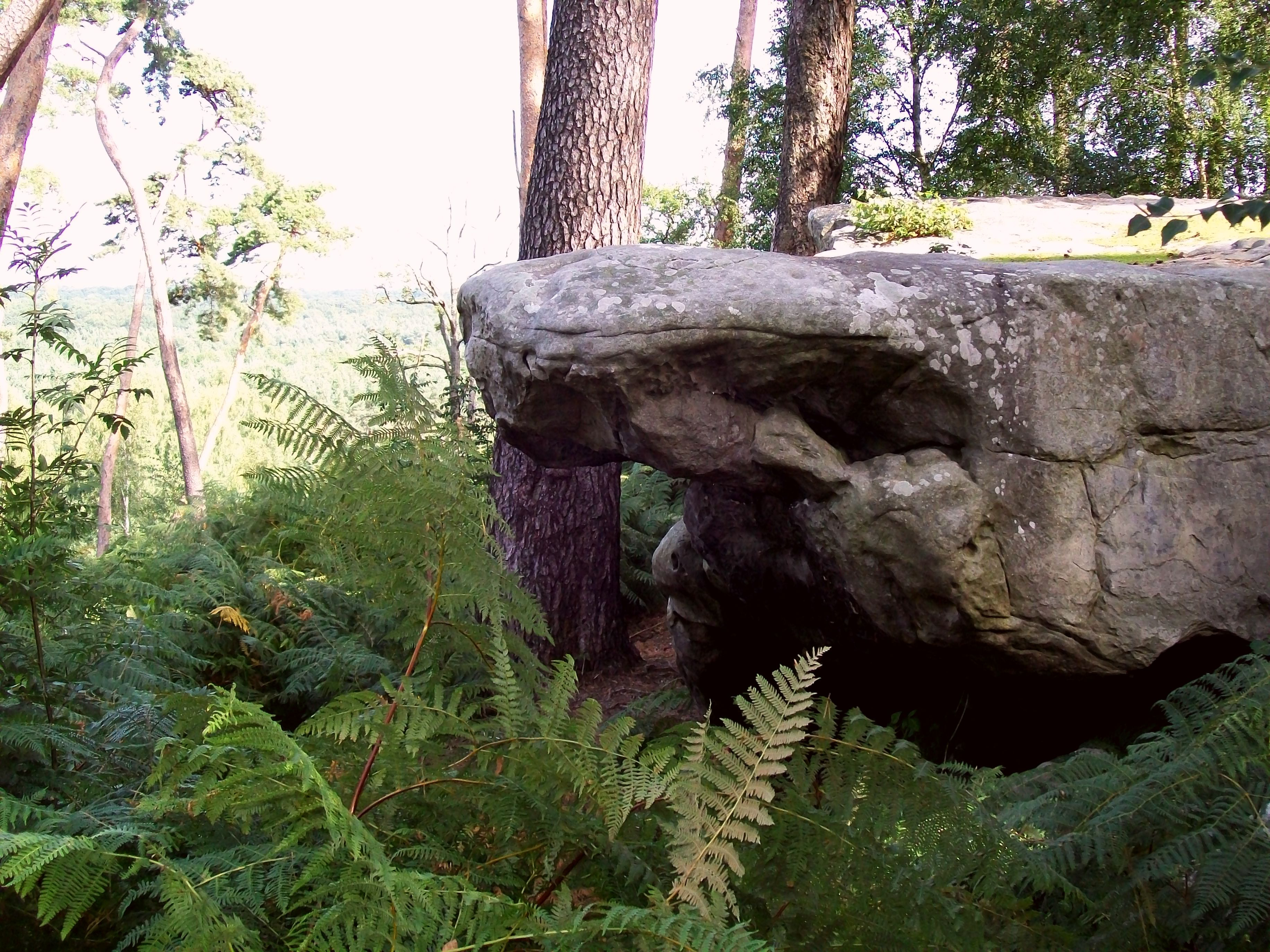
La Pierre Sorcière dans le bois de Perthe, rocher de grès réputé comme pierre druidique.
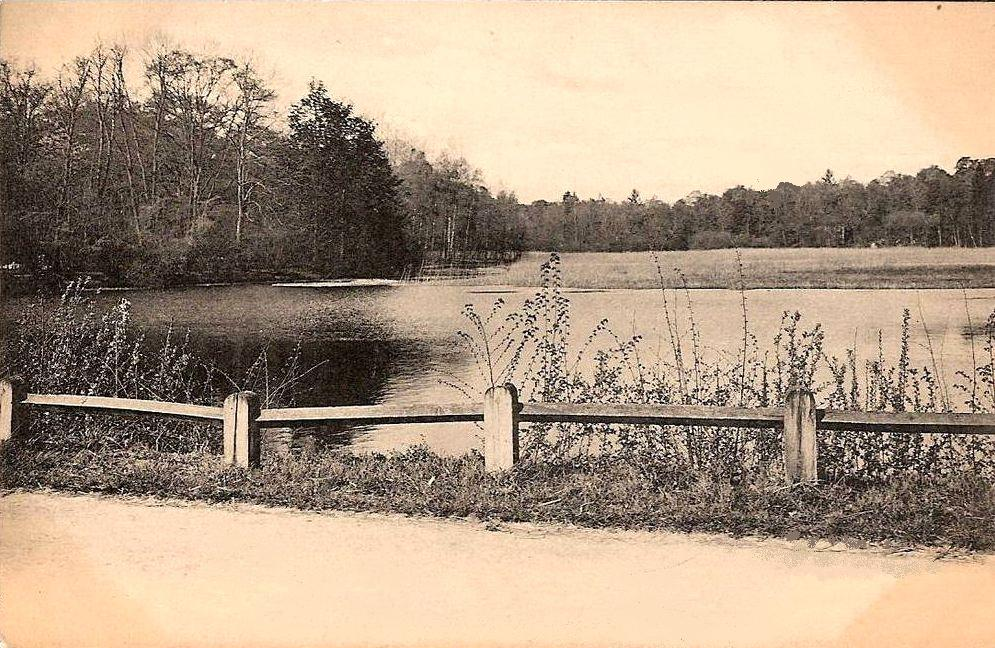
L'étang du Désert, qui faisait partie du domaine d'Ermenonville et qui fut un lieu cher à Jean-Jacques Rousseau.
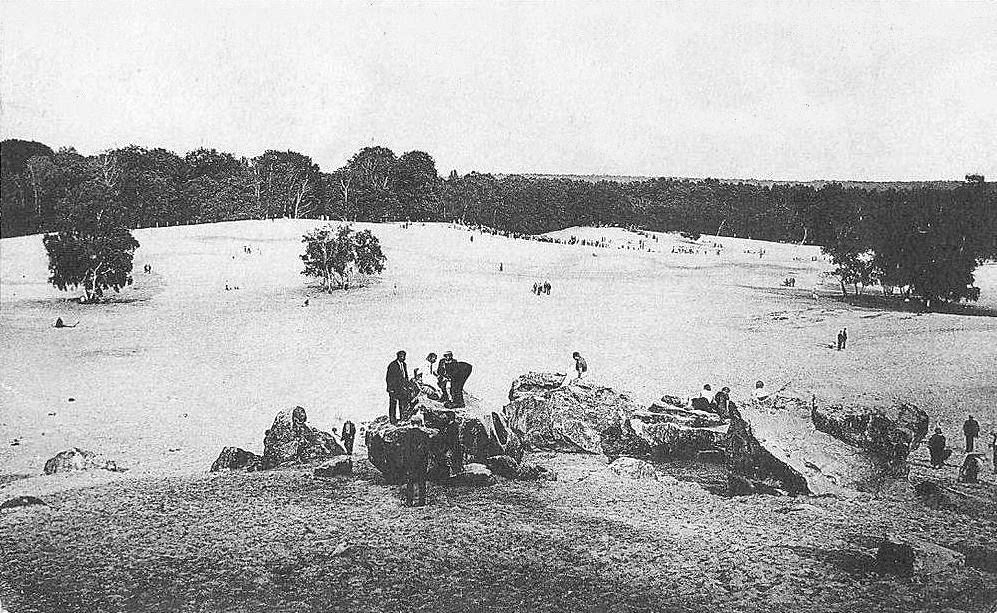
La Mer de Sable fut un lieu d'excursion apprécié longtemps avant la création du parc d'attractions sur cette propriété de l'Institut de France.

### Monuments historiques
Il n'existe pas de monument historique classé ou inscrit sur le territoire de la forêt domaniale, mais certains monuments situés à proximité ont eu ou gardent un lien privilégié avec la forêt.
- L'abbaye de Chaalis, dont l'ensemble du domaine est classé depuis 1965[31], est à l'origine du premier domaine forestier sur le territoire. Fondée le 10 janvier 1136, c'est une abbaye cistercienne qui bénéficie d'une quantité considérable de donations dans toute la région, son domaine s'étendant au Moyen Âge jusqu'au nord de Paris. Après la Révolution, transformé en château de plaisance, le domaine de l'abbaye garde une portion de forêt. Il est ouvert au public moyennant un droit d'entrée.
- Le château de Mortefontaine (inscrit depuis 2004)[32] et le domaine de Vallière (site classé)[33] : il s'agissait à l'origine d'un seul et même domaine appartenant à la seigneurie de Montmélian et de Mortefontaine, érigé en marquisat en 1654. Constitué d'un petit parc et d'un grand parc, le petit parc au sud du château est aménagé dans le style anglo-chinois au XVIIIe siècle par son propriétaire d'alors, Louis Le Peletier de Morfontaine et le grand parc est aménagé à l'anglaise par son successeur Joseph Bonaparte au tout début du XIXe siècle. Est adjoint à ce parc une vaste portion de forêt. Ce grand parc et la forêt avoisinante est séparée du château et du petit parc lorsqu'Agénor de Gramont l'acquiert en 1892 pour constituer le domaine de Vallière en 1894. Il y fait construire son propre château. Le domaine de Vallière est fermé au public depuis plusieurs décennies. Le château de Mortefontaine accueille une école privée depuis 1928 et ne se visite pas.
- Le château d'Ermenonville (inscrit depuis 1930) est transformé au cours du XVIIIe siècle et un parc à l'anglaise est aménagé au nord et au sud du château par le Marquis René de Girardin. La partie sud constitue de nos jours le parc Jean-Jacques-Rousseau (classé depuis 1989)[34]. Le château a toujours servi de relai pour les chasses qui se déroulaient dans la forêt voisine. C'était le point de départ des promenades en forêts de Jean-Jacques Rousseau. Il abrite aujourd'hui un hôtel de luxe.Monument en commémoration des 346 victimes du crash aérien du 3 mars 1974 en ce lieu, parcelle 144 au centre de la forêt.

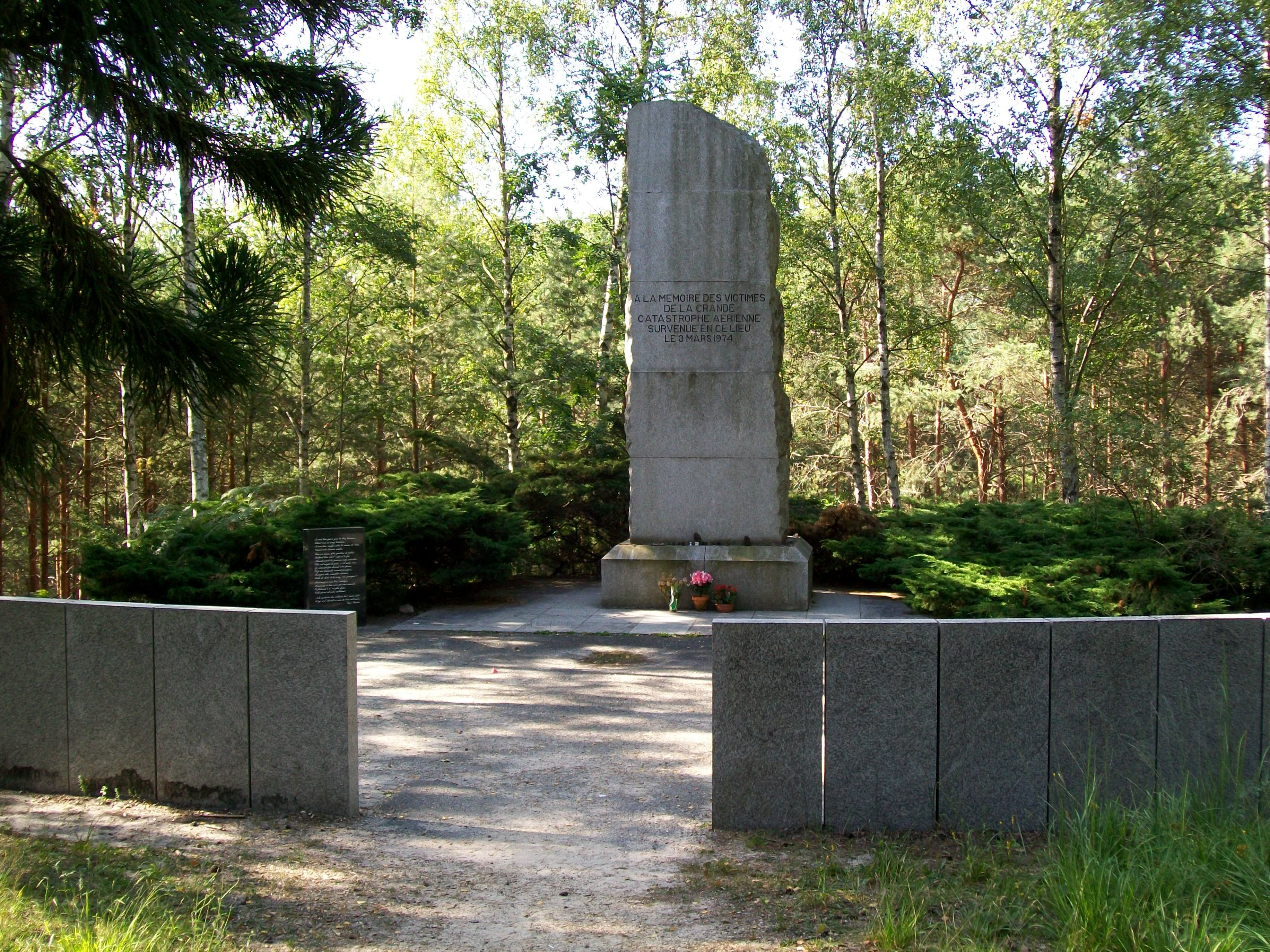
Monument en commémoration des 346 victimes du crash aérien du 3 mars 1974 en ce lieu, parcelle 144 au centre de la forêt.

- L'abbaye de la Victoire (inscrite en 1927)[35] : abbaye fondée en 1222 sur le territoire de l'actuelle commune de Senlis par le roi Philippe Auguste en mémoire de la bataille de Bouvines. Cette fondation est alors assortie de terres et de bois qui constituent de nos jours une partie de l'actuelle forêt domaniale. L'actuel domaine privé est ouvert au public tous les jours de 10:00 à 17:00.
- Le château de Mont-l'Évêque (inscrit en 1989)[36] était une ancienne résidence des évêques de Senlis dont la première construction remonte au XVe siècle. À ce château était lié un certain nombre de bois appartenant à l'évêque. Le château a été totalement remanié dans un style troubadour à partir de 1840. Une visite extérieure est autorisée par le propriétaire.

### Autres monuments
Au sud-ouest de la Baraque Chaalis, non loin du carrefour de la Cavée, un monument en mémoire des victimes de l'accident du vol 981 de la Turkish Airlines a été érigé. Le 3 mars 1974, un avion DC-10 de la Turkish Airlines à destination de Londres-Heathrow, s'y est écrasé, neuf minutes après son décollage de l'aéroport d'Orly. L'ensemble des 346 passagers et membres du personnel a été tué. À leur mémoire, un monument a été érigé au lieu même de l'accident. Il se compose d'une grande stèle en blocs de granit et de plusieurs petites stèles alignées en face, de part et d'autre du chemin d'accès. Sur ces petites stèles, les noms de l'ensemble des victimes sont inscrits. Pendant les années qui ont suivi l’accident un haut grillage entourait son périmètre sur plusieurs centaines de mètres afin de permettre le renouvellement de la forêt, qui avait été détruite dans cette partie.

## Usages de la forêt

### Tourisme et loisirs

#### Une terre de parcs d'attractions
La Mer de sable est le premier parc à thème créé en France, en 1963 par Jean Richard,,,. Installé sur une grande dune au centre de la forêt, sur un terrain appartenant à l'Institut de France, il développe une vingtaine d'attractions ainsi que différents spectacles, notamment sur le thème du Far West. Il attire 353 000 visiteurs en 2008.
Un zoo, lui aussi fondé par Jean Richard en 1955, a existé jusqu'en 1991 au nord d'Ermenonville, sur la propriété de l'acteur.
Le parc Astérix ouvre ses portes le 30 avril 1989 au milieu du bois de Morrière au sud-ouest du massif, en bordure de l'autoroute A1. Il attire 1 800 000 visiteurs en 2008.

#### Les sentiers de randonnées
Le GR 1 (tour de Paris) traverse le sud-ouest de la forêt en provenance des villages de Loisy et Ver-sur-Launette et en ressort par la forêt de Chantilly. Le GR 11 (Grand tour de Paris) entre dans la forêt par le village de Montlognon, passe par l'abbaye de Chaalis puis traverse la forêt domaniale pour gagner Senlis.
Un chemin de petite randonnée (PR) est lui aussi balisé en forêt (en jaune), praticable en vélo. Il emprunte une partie de la voie Eurovélo no 3 (la Scandibérique) qui traverse la forêt depuis Senlis jusqu'à Ver-sur-Launette.
Les bois privés quant à eux ne sont pas accessibles au public, à l'exception d'une partie du bois de Morrière dans lequel un circuit botanique a été aménagé sur l'espace naturel sensible de la Pierre Monconseil,,. L'accès se fait par le chemin rural no 17 dit « de la Tourelle » qui relie Plailly à la D 607, au sud du hameau de Neufmoulin. Non loin de la D 607, on trouvera l'entrée au bois et une plaque avec un plan schématique du sentier de découverte, long de 1,800 m environ.
Les secteurs de la forêt appartenant à l'Institut de France sont en partie inaccessibles au public. Il s'agit des parcelles autour de la Mer de Sable, à l'ouest de la N 330 (parcelles 13-16 et 20-30); des parcelles à l'est et au sud de l'abbaye de Châalis (parcelles 33-44, avec notamment les étangs de l'abbaye); du lieu-dit « Le Désert » à l'ouest d'Ermenonville avec l'étang du Désert, l'étang des crapauds et la cabane de Jean-Jacques Rousseau ainsi que d'une parcelle (non numérotée) au lieu-dit « Maison Pierrette » entre Loisy et Ermenonville. Du fait de ces restrictions d'accessibilité, le randonneur ne peut passer de la forêt domaniale d'Ermenonville vers les massifs annexes du Bois de Perthe et du Bois de Montlognon qu'à deux endroits : soit au carrefour du Bois d'Hiver (traversée de la N 330, au nord de la Mer de Sable et près de l'abbaye de Châalis), soit au sud du Désert, en traversant Ermenonville.

#### Le Golf de Morfontaine

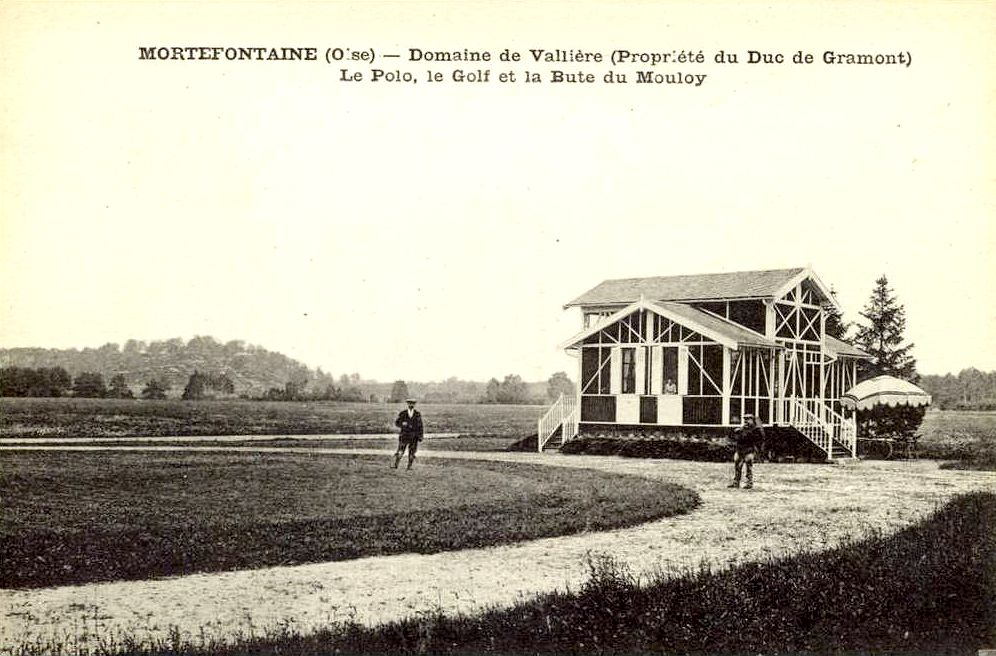
Le golf de Morfontaine, sur le domaine de Vallière, à ses débuts.

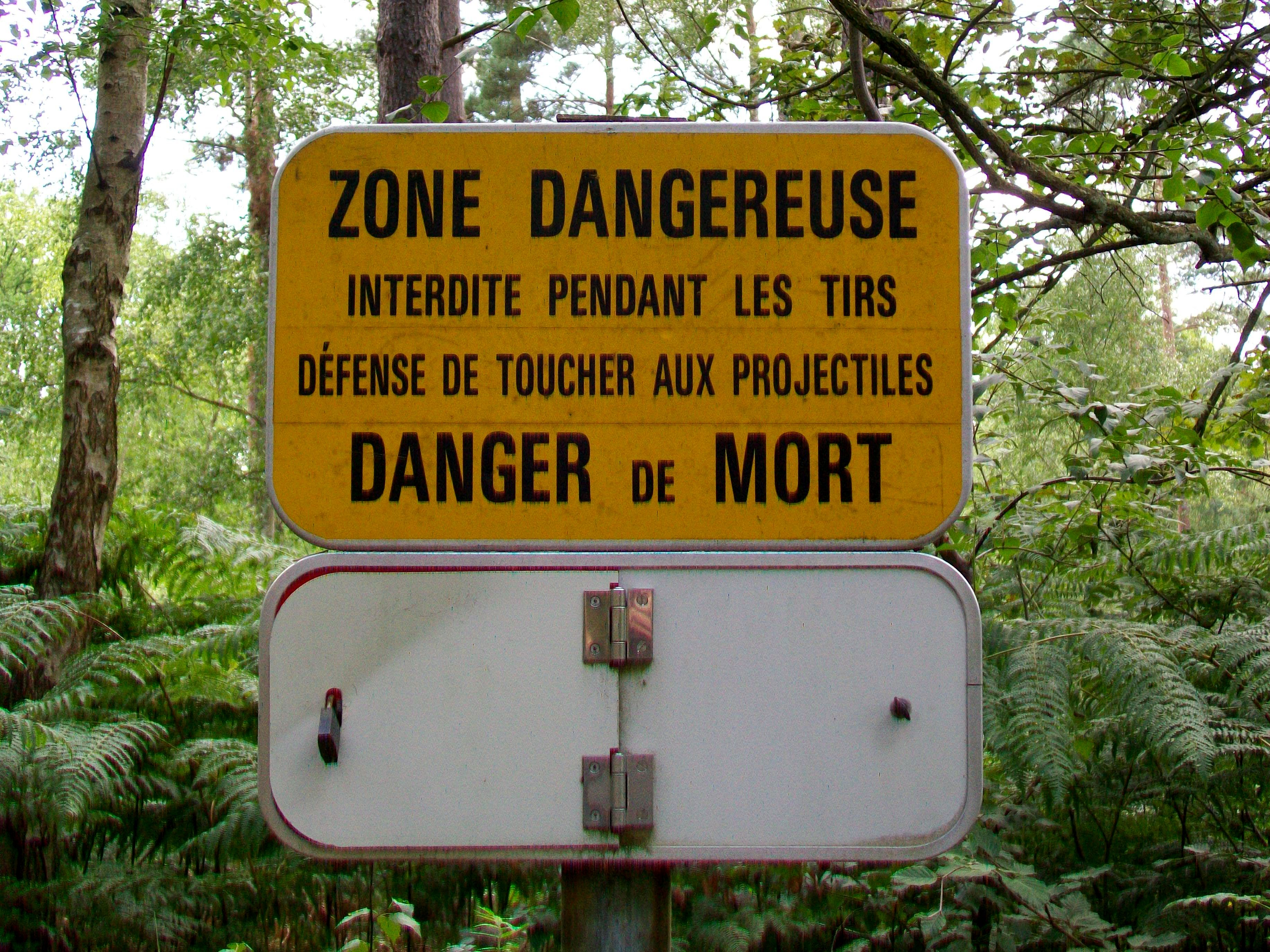
Panneau d'avertissement à la limite du périmètre de sécurité du champ de tir.

Le golf se situe à l'est de Thiers-sur-Thève et au nord du Haras de Charlepont. Le terrain s'organise autour de la butte du Maulois, qui abrite un important espace de landes que les propriétaires préservent en concertation avec le Parc naturel régional Oise-Pays de France. À ses débuts, le golf était réservé à la famille de Gramont et à ses invités. Il a été créé le 15 octobre 1913 par le fils du Duc Agénor de Gramont, Armand, Duc de Gramont et de Guiche, en lieu et place d'un ancien terrain de polo au nord-ouest du domaine de Vallière. En 1927, Armand de Gramont décide d'ouvrir le golf à un plus grand nombre de joueurs et fonde l'association sportive actuelle. Depuis, le golf reste un club privé réservé à l'usage de ses membres et de ses invités.

### Centre d’Essais et de Recherche Automobile de Mortefontaine (CERAM)
En 1956, le constructeur automobile Simca se dote des pistes de Mortefontaine pour la mise au point de ses véhicules. Grâce à leur situation en pleine forêt, les prototypes peuvent être testés en toute discrétion, à l'abri des regards des journalistes et des compétiteurs. Ces pistes d'essais se situent à l'est du Parc Astérix et au nord du golf de Mortefontaine ; ces terrains avaient fait partie du domaine de Vallière tout comme le golf. Depuis 2009, le centre est loué par l'UTAC ; sa vocation reste inchangée.

### Champ de Tir
Dans le secteur nord de la forêt domaniale, une vaste zone de 700 ha est concernée par le périmètre de sécurité du champ de tir de l'Armée de Terre. Elle s'étend de l'autoroute A 1 jusqu'à la N 330, de part et d'autre de la route Longue (au nord du carrefour de Borest) et de la route d'Alexandre, jusqu'à la sortie de la forêt domaniale. Cependant, cette zone est accessible au public la plupart du temps. Le champ de tir proprement dit couvre 3 ha. Créé en 1894, il n'est utilisé qu'irrégulièrement. Quand des exercices de tir ont lieu, les passants en sont avertis par des panneaux, accrochés à côté de chacun des chemins et sentiers entrant dans le périmètre de sécurité.

## La forêt et les arts

### Littérature
Jean-Jacques Rousseau séjourne chez le Marquis de Girardin au château d'Ermenonville à partir du 20 mai 1778 : il se promène alors régulièrement en forêt, herborise et se retire dans une cabane dominant l'étang du Désert, au nord du parc du château. Il décède un mois et demi plus tard à Ermenonville le  2 juillet 1778 et est enterré selon son désir, sur l'Île aux Peupliers au cœur du parc qui porte désormais son nom.
Gérard de Nerval passe une grande partie de son enfance chez son grand-oncle maternel qui habite Mortefontaine. Il retourne régulièrement sur ces terres et notamment en forêt d'Ermenonville et tire son nom de plume du souvenir d'une ancienne propriété familiale : le Clos Nerval, près de Loisy, commune de Ver-sur-Launette. Il évoque particulièrement la région et la forêt d'Ermenonville dans Les Filles du feu (1854) et particulièrement dans la nouvelle intitulée Sylvie.

### Peinture

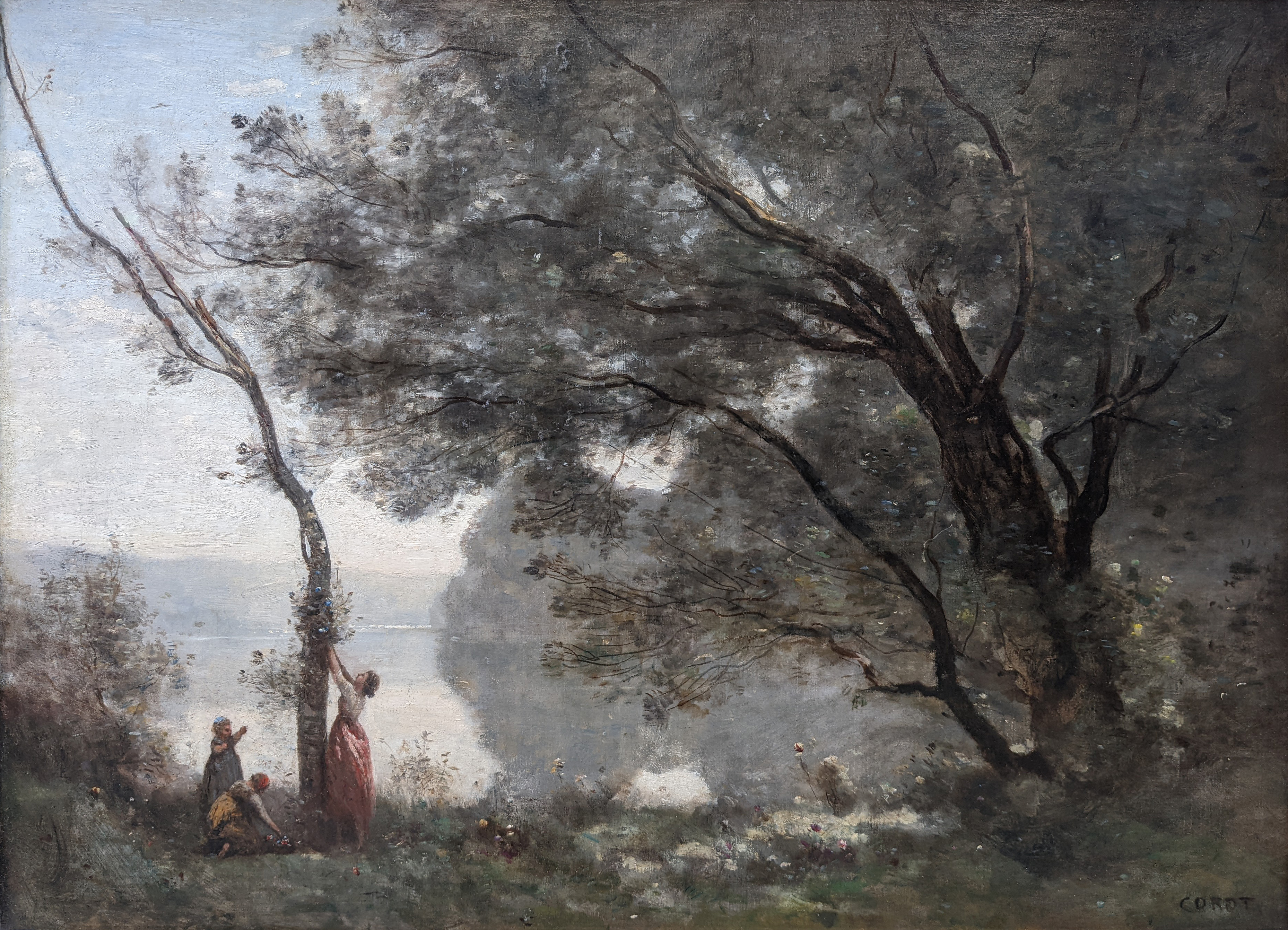
Souvenir de Mortefontaine (1864) de Camille Corot

Camille Corot séjourne régulièrement dans le domaine du Château de Mortefontaine et représente ses souvenirs des étangs du domaine de Vallière dans son célèbre tableau Souvenir de Mortefontaine, son premier tableau acheté par l'État et conservé au musée du Louvre.

### Cinéma
Quelques films ont utilisé la forêt comme lieu de tournage, parmi eux :
- Le Hussard sur le toit de Jean-Paul Rappeneau (1995)
- Capitaine Conan, de Bertrand Tavernier (1996)